# Relacions entre la Corona d'Aragó i l'Imperi Romà d'Orient
Les relacions entre la Corona d'Aragó i l'Imperi Romà d'Orient foren les relacions internacionals entre la Corona d'Aragó i l'Imperi Romà d'Orient des de mitjans del segle xii, quan es produí la unió dinàstica entre el Comtat de Barcelona i el Regne d'Aragó, fins a la caiguda de Constantinoble en mans dels turcs otomans el 1453.
Els territoris que posteriorment integrarien la Corona d'Aragó havien format part de l'antiga Roma des del segle iii aC, quan foren arrabassats a Cartago en el transcurs de les guerres púniques, i es convertiren en unes de les províncies més estables de l'Imperi Romà. Tanmateix, la primera meitat del segle v fou testimoni de la seva caiguda en mans d'invasors germànics com els visigots i els vàndals. Excepte la part meridional del País Valencià, les illes Balears i Sardenya, que serien recuperades temporalment per Justinià I gairebé un segle més tard, la caiguda de l'Imperi Romà d'Occident el 476 feu que l'Imperi Romà, replegat a la seva meitat oriental, perdés definitivament el control sobre aquests territoris.
Al llarg dels segles següents, l'est de la península Ibèrica fou incorporat primer al Regne dels Visigots i seguidament al Califat Omeia. En els primers anys de la Reconquesta, aquests territoris caigueren dins l'esfera d'influència de l'Imperi Carolingi i, de fet, els comtats catalans foren vassalls dels francs fins al 988. Mentrestant, l'Imperi Romà, que havia adoptat el grec com a llengua oficial durant el regnat d'Heracli (r. 610-641), centrava la seva atenció en la frontera oriental, on els atacs musulmans havien arribat a posar en perill la seva supervivència. Encara que Nicèfor II Focas i els seus successors, Joan I Tsimiscés i Basili II Bulgaròcton, aconseguiren restaurar l'estabilitat de l'imperi i fins i tot ressituar-lo com a primera potència d'Europa a finals del segle x i principis del segle xi, durant aquest període es consolidaren una sèrie de diferències religioses i polítiques entre l'Occident llatí i l'Orient grec que acabarien desembocant en el Gran Cisma del 1054 entre l'Església Catòlica i l'Església Ortodoxa. Així doncs, tot i un cert acostament durant les Croades, la Corona d'Aragó nasqué en un clima de gran desconfiança entre Occident i Orient.
Tanmateix, la Corona d'Aragó i l'Imperi Romà se sobreposaren a aquest context poc propici i teixiren lligams que, a diferència de les relacions que cadascun d'ells mantenia amb la majoria d'estats tercers, eren de naturalesa molt més política que econòmica. Malgrat l'oposició de potències com el Sacre Imperi Romanogermànic i tensions puntuals com els fets de la Venjança Catalana, la Corona d'Aragó i l'Imperi Romà establiren vincles importants basats en l'amistat i en la unitat d'acció contra enemics comuns. Entre altres ocasions, els aragonesos i els romans col·laboraren per frustrar els designis de Carles I d'Anjou sobre els seus territoris, fer valdre els drets de Constança de Sicília sobre el Regne de Sicília i combatre les ràtzies dels turcs a Anatòlia, mentre que figures com Eudòxia Comnena, muller de Guillem VIII de Montpeller i àvia materna del rei Jaume I el Conqueridor, encarnaven els contactes més personals. Les relacions perduraren fins al mateix dia de la caiguda de Constantinoble, amb la participació d'un escamot de catalans en la defensa de la ciutat.

## Contactes anteriors a la unió de Barcelona i Aragó

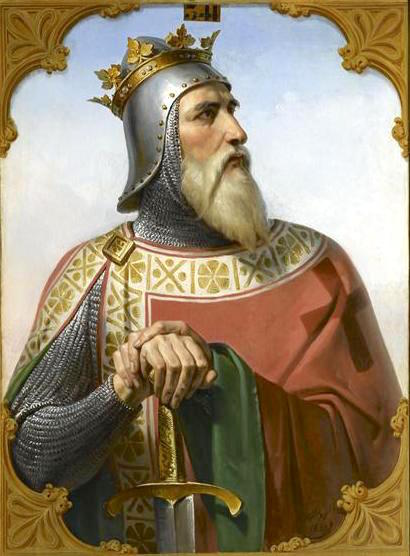
Robert Guiscard, sogre del comte Ramon Berenguer II i enemic acèrrim dels romans

Les relacions entre el Casal de Barcelona i l'Imperi Romà no començaren amb bon peu. El 18 de juny del 1078, el comte de Barcelona, Ramon Berenguer II, contragué matrimoni amb Mafalda de Pulla-Calàbria. La nova comtessa consort era filla de l'aventurer normand Robert Guiscard, que en les dècades anteriors havia instaurat a foc i a sang un ducat al sud d'Itàlia a expenses de Constantinoble. En aquest context, els romans veien el casament com un arrenglerament del Comtat de Barcelona amb els seus enemics. El 1081, Guiscard envaí l'Imperi Romà utilitzant com a pretext l'impostor Rector, que deia ser l'emperador deposat Miquel VII Ducas, i els greuges a la seva filla petita, Helena. El nou emperador, Aleix I Comnè, governava un imperi a la vora de l'abisme. La catastròfica derrota contra els seljúcides a Mantziciert deu anys abans i les posteriors guerres civils havien deixat els romans en una situació molt precària. Tanmateix, el geni militar d'Aleix, la seva perícia diplomàtica i la seva inventiva davant de l'adversitat li permeteren sobreposar-se a la victòria inicial dels normands a Dirràquion, expulsar-los dels Balcans i, en última instància, assentar les bases de la recuperació militar, econòmica i territorial de l'Imperi sota la dinastia dels Comnens. Aquests fets escarmentaren els romans, que a partir d'aquell moment desenvoluparen les seves relacions internacionals des del temor a una coalició de les potències occidentals sota el lideratge dels normands. La historiadora Anna Comnena, filla d'Aleix, esmenta l'enllaç matrimonial de Ramon Berenguer i Mafalda entre les unions que perseguí Guiscard per «guanyar i acréixer el seu poder».
En retrospectiva, la preocupació de la cancelleria romana per les relacions de Ramon Berenguer amb els normands no estava justificada. El jove comte fou assassinat en circumstàncies poc clares el 1082. El seu fill, Ramon Berenguer III, havia nascut pocs dies abans i fou posat sota la tutela del seu oncle Guillem I de Cerdanya. Aquests fets i les intrigues de palau que marcaren el regnat del germà, successor i possible assassí de Ramon Berenguer II, Berenguer Ramon II, impediren que el Comtat de Barcelona fos un participant actiu en els afers de la Mediterrània oriental fins que Berenguer Ramon II morí i fou succeït per Ramon Berenguer III.

## Eres dels Comnens i els Àngels
La unió entre el Comtat de Barcelona i el Regne d'Aragó per formar la Corona d'Aragó es produí el 1162, amb l'ascens al tron d'Alfons II el Cast com a successor de Ramon Berenguer IV a Barcelona i Peronella a Aragó. L'Imperi Romà d'Orient fou un referent per a la cultura catalana des del naixement de la Corona d'Aragó. En aquell moment, el tron de Constantinoble era ocupat per Manuel I Comnè, un emperador prooccidental i participant actiu en els afers de la península Itàlica. El seu principal rival en aquest teatre era el sacre emperador romanogermànic, Frederic I Barba-roja, que també pretenia ampliar-hi els seus territoris. Per contrarestar les ambicions expansionistes de Frederic, Manuel es veié obligat a teixir una xarxa d'aliances amb altres potències occidentals, incloent-hi el papat, els antics enemics normands del sud d'Itàlia, Hongria, magnats i ciutats d'Itàlia, els estats croats i l'estat que tot just acabava de néixer al nord-est de la península Ibèrica.
A la primavera del 1178, Manuel envià la seva neboda, Eudòxia Comnena, a Provença per casar-se amb Ramon Berenguer IV de Provença, alhora que el senescal de la Corona d'Aragó, Ramon de Montcada, viatjava a Constantinoble per acabar de perfilar el compromís. Com era habitual en aquell període, l'enllaç tenia un rerefons polític: el Casal de Barcelona pretenia reforçar els seus drets sobre Provença mitjançant un vincle matrimonial amb l'Imperi Romà, amb el qual tenia un enemic comú en la persona de Frederic. Tanmateix, arribat el moment, els canvis en el mapa geopolític havien convertit el projecte en un gest de rebel·lia massa arriscat i el compromís es trencà. Així doncs, el 1179 Eudòxia fou donada en matrimoni a Guillem VIII de Montpeller, l'aliat més fidel del Casal de Barcelona a Occitània. Els romans accediren a aquesta nova unió, menys prestigiosa, a condició que el fill o filla que en nasqués succeís a Guillem en la senyoria de Montpeller independentment de si era home o dona.
El temps i les accions de Guillem demostraren que les preocupacions dels romans estaven justificades. Cap al 1182, la parella tingué una filla, Maria de Montpeller, però Guillem desitjava ferventment un hereu mascle. El 1187 repudià Eudòxia, acusant-la falsament d'adulteri, i es casà amb Agnès de Castella. Eudòxia fou enviada al monestir d'Aniana, des d'on lluità per preservar els drets de la seva filla sobre Montpeller, cosa que aconseguí quan el papa Innocenci III declarà la nul·litat absoluta del repudi.

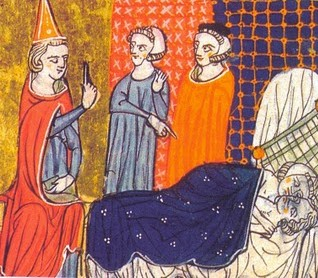
Concepció de Jaume I el Conqueridor

El 1204, Maria de Montpeller succeí al seu germà il·legítim, Guillem IX, en la senyoria de Montpeller i contragué matrimoni amb Pere II el Catòlic. Igual que la seva mare, Maria fou repudiada pel seu marit, que veia el casament com una simple operació per obtenir el control de Montpeller i que preferia jeure amb les seves amants. Segons narren els cronistes Bernat Desclot i Ramon Muntaner, Maria i diversos membres de la cort ordiren una trama per fer creure al rei que una dama que desitjava tenir per amistançada estava disposada a passar a la nit amb ell a condició que fos a les fosques, a fi de preservar el seu honor. En realitat, els prohoms de Montpeller substituïren l'amant del rei per Maria, de manera que Pere mantingué relacions sexuals amb la seva muller sense saber-ho. A l'alba, desenes d'abats, donzelles i notaris entraren a la cambra del rei per certificar la feta i, una vegada revelat l'engany, Pere anuncià que deixava el que hagués de succeir en mans de Déu i marxà de Montpeller a cavall. El fruit d'aquesta unió fou Jaume I el Conqueridor, un dels sobirans més destacats de la història de la Corona d'Aragó.
Mentrestant, a l'Imperi Romà, la mort de Manuel el setembre del 1180 havia precipitat una crisi successòria. Aprofitant-se de la joventut del nou emperador, Aleix II Comnè (casat amb la princesa Agnès de França en el marc de la mateixa xarxa d'aliances que havia conduït al matrimoni d'Eudòxia Comnena amb Guillem de Montpeller), i de la impopularitat de la regència encapçalada per l'emperadriu mare, Maria d'Antioquia, el 1182 Andrònic Comnè llançà un cop d'estat que desembocà successivament en una massacre dels habitants llatins de Constantinoble, l'empresonament i l'execució de Maria, el nomenament d'Andrònic com a coemperador i l'assassinat d'Aleix per Andrònic. Tot i que, al principi, les seves reformes contra la corrupció i els abusos dels nobles gaudiren d'una gran popularitat entre el poble, la seva paranoia creixent i la seva crueltat feren que Andrònic fos derrocat per Isaac Àngel i linxat per la turba constantinopolitana el 1185. Al seu torn, després d'un regne desastrós de gairebé deu anys, Isaac fou deposat, cegat i empresonat pel seu germà Aleix, que fou proclamat emperador per l'exèrcit a la primavera del 1195.
El gener del 1203, les manipulacions venecianes propiciaren que els caps de la Quarta Croada, apartats del seu objectiu inicial d'atacar el soldanat aiúbida d'Egipte, arribessin a un acord amb un altre Aleix Àngel, fill d'Isaac II i nebot de l'emperador homònim, per encaminar-se a Constantinoble i tornar a posar Isaac II al tron a canvi d'un enorme pagament, la reunificació de l'Església i suport militar a la croada. L'agost del mateix any, Aleix fou coronat coemperador després del setge de Constantinoble per les forces croades. Tanmateix, el gener del 1204, fou derrocat per una revolta antillatina i els croats deixaren de cobrar els diners convinguts amb Aleix. L'execució d'Aleix el mes següent i la negativa del seu successor, encara un altre Aleix, a complir l'acord del seu predecessor foren el detonant perquè els croats decidissin emparar-se de la ciutat per la força. El 12 d'abril del 1204, Constantinoble fou presa i saquejada pels croats. El papa Innocenci III, que ja havia excomunicat els croats pel seu atac contra la ciutat catòlica de Zara dos anys abans, esclatà d'ira quan en rebé la notícia:
| « | Assumíreu el deure d'alliberar la Terra Santa dels infidels. Teníeu prohibit sota pena d'excomunió atacar cap de les terres cristianes, llevat que us barressin el pas o es neguessin a ajudar-vos (i fins i tot en aquest cas no havíeu de fer res que fos contrari als desitjos del meu legat). No teníeu cap dret o pretensió sobre les terres de Grècia. Havíeu fet els vots més solemnes a Nostre Senyor i, tanmateix, els heu ignorat completament. No brandàreu l'espasa contra els infidels, sinó contra cristians. No prenguéreu Jerusalem, sinó Constantinoble. No perseguíeu recompenses divines, sinó terrenals. I, a sobre de tot això, res no ha estat sagrat per a vosaltres, ni per la seva edat ni pel seu sexe. Us heu lliurat a la depravació, l'adulteri i la prostitució davant de tot el món. No heu violat només dones casades i vídues, sinó fins i tot dones i verges que havien dedicat la seva vida a Crist. No només heu saquejat els tresors de l'Emperador i de ciutadans tant rics com pobres, sinó que també us heu lliurat al pillatge dels mateixos santuaris de l'Església de Déu. Heu irromput en llocs sagrats, heu robat els objectes sagrats dels altars —incloent-hi els crucifixos— i heu rapinyat incomptables imatges i relíquies dels Sants. No és d'estranyar que l'Església Grega, per molt abatuda que estigui, rebutgi tota mena d'obediència a la Seu Apostòlica. No és d'estranyar que no vegi en els llatins res més que traïdoria i l'obra del Diable i que els consideri tots brètols. | » |
| — | |   |

La conquesta de Constantinoble fou seguida per la fragmentació de l'Imperi Romà en tres estats successors: l'Imperi de Nicea, l'Imperi de Trebisonda i el Despotat de l'Epir. Mentrestant, els croats es repartiren els territoris conquerits i fundaren diversos estats croats a Grècia, articulats principalment al voltant de l'Imperi Llatí.

## Imperi de Nicea

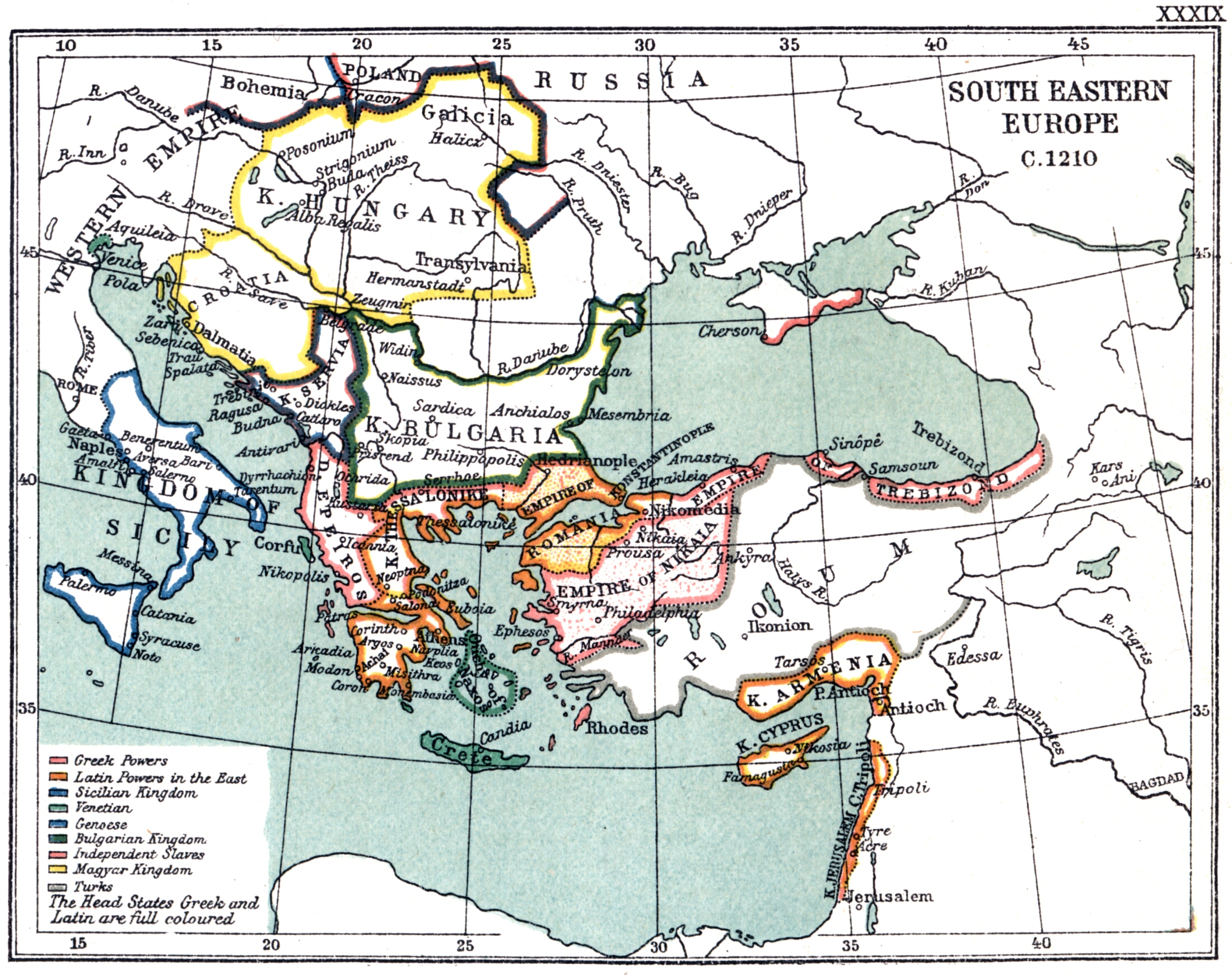
Els estats croats i estats successors de l'Imperi Romà cap al 1210

El 1235, Jaume I el Conqueridor contragué matrimoni per segona vegada, aquest cop amb Violant d'Hongria, neboda de l'emperador Balduí II de Constantinoble. Aquest vincle tenia un doble objectiu: reforçar la xarxa d'aliances teixida per l'Imperi Llatí per protegir-se del ressorgiment dels estats successors de l'Imperi Romà i altres rivals als Balcans i, alhora, assegurar-se que la Corona d'Aragó fes costat al papa en el seu conflicte amb Frederic II del Sacre Imperi Romanogermànic.
Deu anys més tard, amb l'annexió de la tercera i última gran part del Regne de València pel rei Jaume, els aragonesos culminaren la reconquesta dels territoris corresponents a la seva esfera d'influència segons els tractats amb el Regne de Castella. A diferència d'Aragó, on el gran pes de la burgesia urbana en l'economia era propici a la implicació en les relacions marítimes i comercials de la Mediterrània, a Castella el desenvolupament de l'agricultura i la ramaderia havia concentrat la riquesa en mans dels nobles i alts clergues. Mentrestant, el Regne de Navarra estava sumit en un cert aïllament sota la dinastia francesa de Blois. Per aquests motius, les relacions de l'Imperi de Nicea i, posteriorment, l'Imperi Romà restaurat amb els estats de la península Ibèrica foren essencialment amb la Corona d'Aragó.
El segon emperador de Nicea, Joan III Ducas Vatatzes, estava decidit a evitar la formació d'una aliança catòlica que ajudés l'Imperi Llatí a sotmetre els territoris romans que encara es trobaven fora del seu abast. El 1244, es casà en segones noces amb Constança de Hohenstaufen, filla il·legítima de Frederic II. L'aliança entre l'emperador romanogermànic, enfrontat amb el nou papa, Innocenci IV, i l'emperador nicè, vist com a cismàtic pel summe pontífex, fou un dels factors que feren que el Concili de Lió I, celebrat l'any següent, acabés amb la deposició i excomunió de Frederic i la predicació d'una croada contra els nicens. Tanmateix, Joan feu servir les arts diplomàtiques per desactivar temporalment aquesta amenaça, obrint negociacions amb la Cúria Pontifícia amb vista a aconseguir la unió de les esglésies i la fi del cisma que separava catòlics i ortodoxos des del 1054.

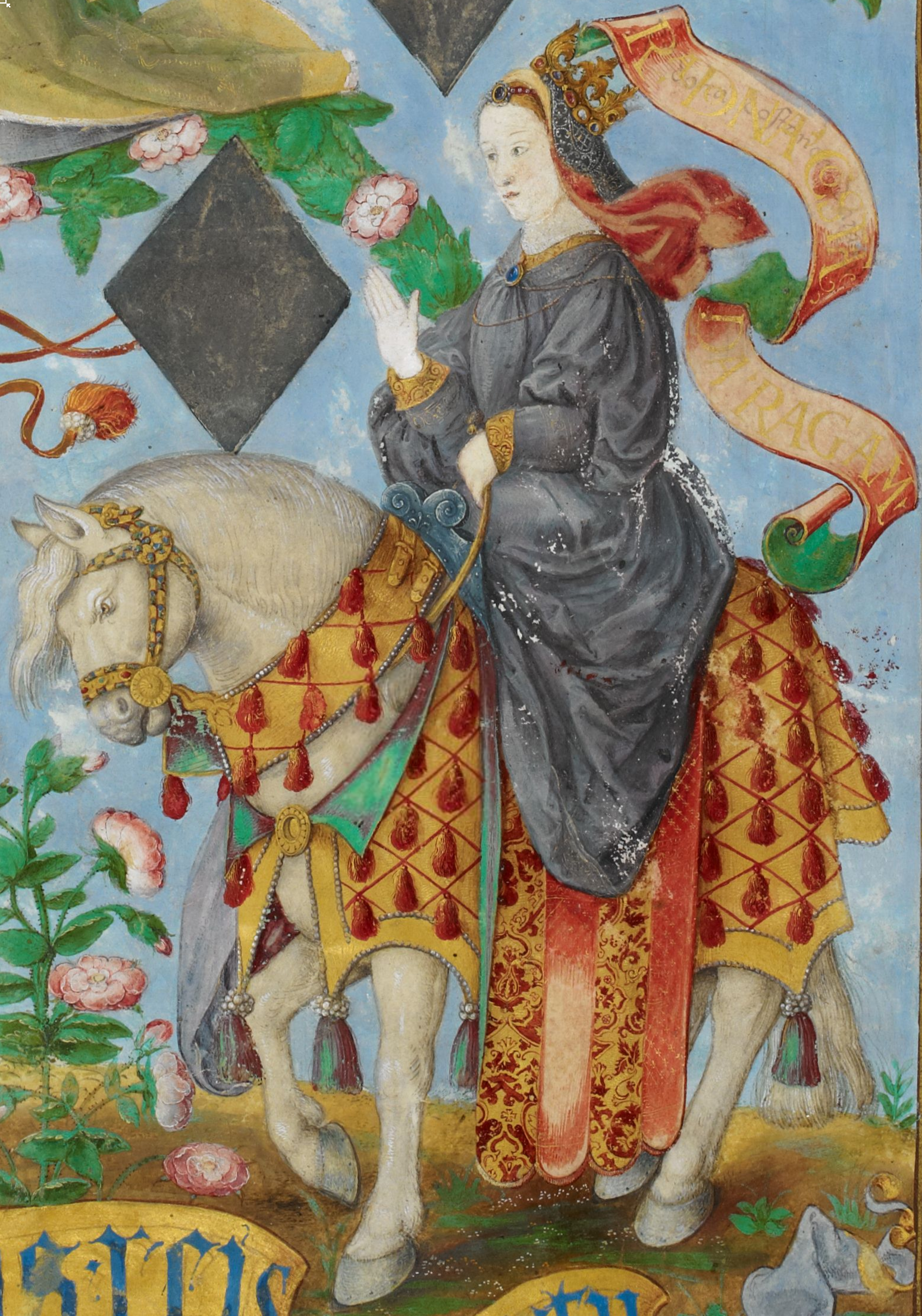
Constança de Sicília

La mort de Frederic el 1250 i del seu fill i hereu, Conrad IV, el 1254 sacsejà el tauler geopolític de la Mediterrània. Els enemics de la dinastia Hohenstaufen aprofitaren que el fill de Conrad, l'infant Conradí, tan sols tenia dos anys, per arrabassar-li totes les terres que havien controlat els seus antecessors excepte el Regne de Jerusalem i el Regne de Sicília. El 1258, Manfred, oncle de Conradí i regent de Sicília, usurpà el tron del seu nebot valent-se de rumors falsos que deien que havia mort. Aquesta situació era inacceptable per a Innocenci IV i el seu successor, Urbà IV, que començaren a cercar un príncep europeu que conquerís el Regne de Sicília i el retornés a l'obediència papal. Finalment, l'escollit fou Carles d'Anjou, l'ambiciós germà del rei Lluís IX de França. Manfred, que maldava per contrarestar aquesta amenaça, conclogué una aliança amb el rei Jaume d'Aragó, enemic acèrrim de Carles d'Anjou i preocupat igualment pels designis expansionistes de França a la Mediterrània occidental. El vincle es plasmà en el compromís matrimonial entre l'infant Pere i una de les filles de Manfred, Constança de Sicília, que fou oficialitzat el juliol del 1260 a Barcelona i s'acabaria celebrant el juny del 1262 a Montpeller per sobre de les violentes objeccions de la cort castellana, la cort francesa i el papat.
Desitjós de cultivar una imatge de rei cristià devot per apaivagar la còlera del papa, Manfred es posà ben aviat al capdavant d'una coalició entre els enemics de l'Imperi de Nicea, composta per ell mateix, l'emperador llatí, Balduí II, el príncep d'Acaia-Morea, Guillem II de Villehardouin, i el dèspota de l'Epir, Miquel II Àngel. Tanmateix, les tensions en el si d'aquesta coalició antinatural no trigaren a aflorar i, a mitjans del 1259, la deserció de les forces de l'Epir fou un factor clau en la derrota sense pal·liatius infligida als llatins per l'exèrcit nicè en la batalla de Pelagònia. El gran beneficiat del nou escenari obert als Balcans fou Miquel VIII Paleòleg, coemperador de Nicea amb l'infant Joan IV Làscaris des de l'1 de gener d'aquell mateix any, que emprengué tot seguit els preparatius per reconquerir Constantinoble.

## Era dels Paleòlegs
El 25 de juliol del 1261, el general nicè Aleix Estrategopul aprofità que l'exèrcit de l'Imperi Llatí i la flota veneciana havien sortit a atacar l'illa de Dafnúsia per reconquerir Constantinoble amb nocturnitat i traïdoria. En caure la nit, feu entrar un petit escamot a la ciutat per un camí secret per obrir les portes a la resta dels 800 homes que dirigia. Els nicens prengueren Constantinoble en un tancar i obrir d'ulls, encara que Balduí II i molts altres ciutadans llatins reeixiren a fugir per mar. Tres setmanes més tard, Miquel VIII Paleòleg feu la seva entrada triomfal a la ciutat i, passant per sobre de Joan IV Làscaris sense cap mena d'escrúpols, es feu coronar a Santa Sofia per consumar la restauració de l'Imperi Romà.

### Conquesta angevina de Sicília i negoci de Constantinoble

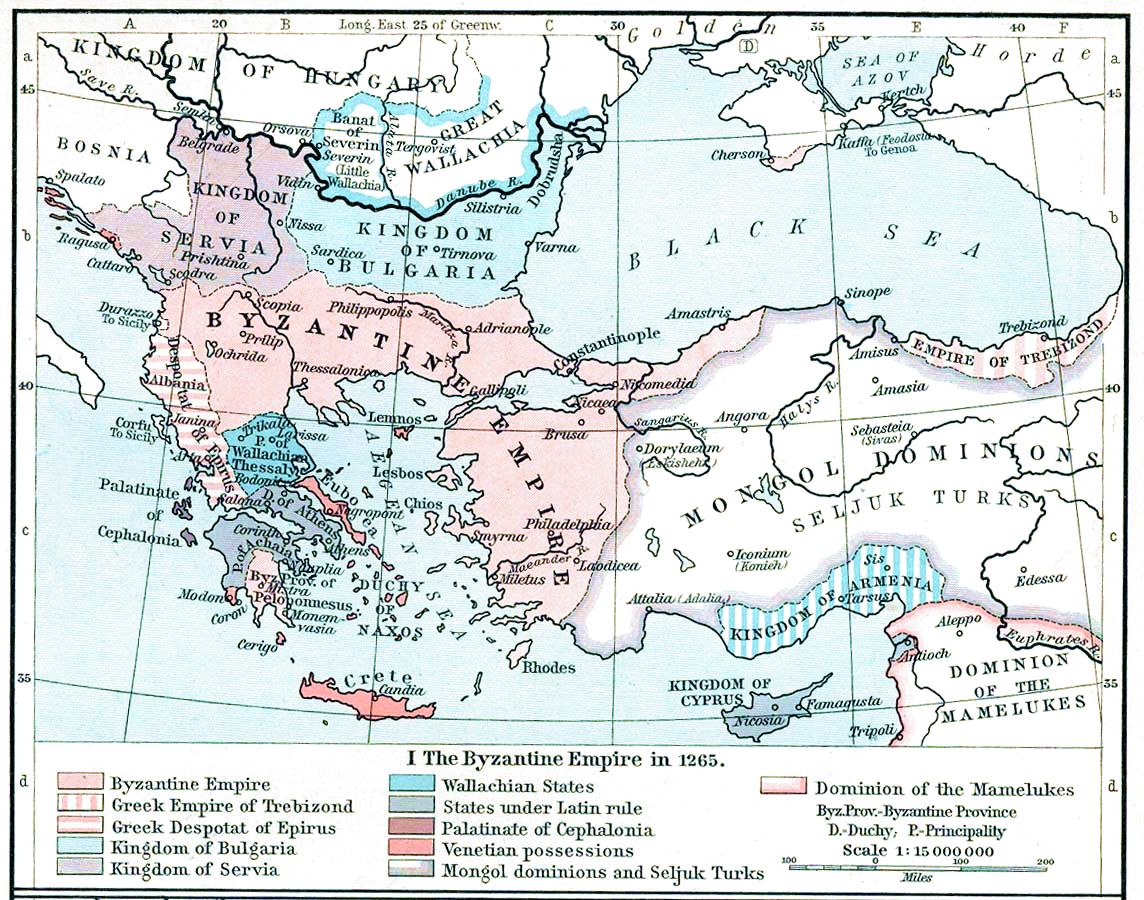
L'Imperi Romà restaurat cap al 1265

L'any següent, Estrategopul fou capturat durant una nova campanya contra el Despotat de l'Epir i enviat a Sicília, on fou ostatge del rei Manfred fins que el 1265 fou intercanviat per Constança de Hohenstaufen, vídua de Joan III Ducas Vatatzes i germana de Manfred. El mateix any, Carles d'Anjou fou investit definitivament rei de Sicília pel papa francès Climent IV. El febrer del 1266, les forces de Carles i Manfred es trobaren prop de la ciutat de Benevent. La clara victòria angevina i la mort de Manfred en la batalla de Benevent deixaren via lliure a la conquesta del Regne de Sicília per Carles. L'arribada del nou règim provocà que una onada de refugiats gibel·lins marxessin a la cort de Conradí a Múnic o travessessin el mar per retrobar Constança, filla de Manfred i muller de l'infant Pere d'Aragó. El rei Jaume no havia pogut fer res per socórrer el seu sogre, car estava ocupat amb la conquesta de Múrcia i tampoc no volia renyir amb el papa. De totes maneres, la caiguda de Sicília en mans angevines fou un cop dur per al monarca aragonès, tant per les seves relacions familiars amb Manfred com per la consolidació de l'hegemonia francesa a la Mediterrània occidental que comportava el nou escenari.
L'Imperi Romà fou un dels altres damnificats per aquests fets. Carles no en tenia prou amb el Regne de Sicília, sinó que veia les seves noves possessions com un trampolí per a les seves ambicions de formar un gran imperi a la Mediterrània oriental. No duia ni un any en el poder quan afegí als seus dominis l'illa de Corfú i part de la costa de l'Epir gràcies a les seves argúcies diplomàtiques. El maig del 1267, signà el Tractat de Viterbo amb l'emperador llatí deposat, Balduí II, que li serviria de casus belli per al «negoci de Constantinoble». Després de frustrar una invasió de Conradí i fer decapitar l'últim plançó de la dinastia Hohenstaufen a la plaça del mercat de Nàpols el 1268, Carles començà els preparatius per atacar l'Imperi Romà. Miquel VIII Paleòleg, alarmat per la situació, intensificà les seves negociacions amb el papat per recosir les ferides del Gran Cisma del 1054 i tornar a oferir al summe pontífex la col·laboració de Constantinoble en una nova croada a Terra Santa, que el 1267 havia estat rebutjada de manera amable però freda. El rei Jaume tampoc no fou capaç de convèncer el papa de la necessitat d'una croada immediata, de manera que el 1269 es veié abocat a sortir en auxili dels estats croats de Palestina en col·laboració amb l'il-kan Abaqa, diversos estats vassalls de l'Il-kanat i l'Imperi Romà. Malgrat que la «croada catalana» tingué un resultat desastrós, els canals de comunicació establerts entre el rei d'Aragó i l'emperador romà amb motiu de l'empresa assentaren les bases d'una futura col·laboració molt més fructuosa.
Després de la mort de Climent IV, Carles exercí la seva influència sobre la Cúria Pontifícia per blocar l'elecció d'un nou papa durant tres anys i evitar així que la càtedra de sant Pere frenés les seves ambicions territorials. A finals de la dècada del 1260, les drassanes del Regne de Sicília començaren a construir una gran flota invasora, alhora que es destinava una quantitat ingent de diners, soldats, queviures i altres provisions a Morea, que Guillem de Villehardouin havia ofert com a base de l'ofensiva contra Constantinoble. Al mateix temps, Carles teixí una xarxa d'aliances amb governants del centre i l'est d'Europa a fi d'aïllar diplomàticament l'emperador romà i privar-lo de tot auxili. Tanmateix, el 22 de novembre del 1270 patí un greu contratemps quan una de les pitjors tempestes mai vistes a l'oest de Sicília destruí la seva flota ancorada al port de Trapani i un gran nombre de soldats i provisions que encara es trobaven a les naus. Els estralls causats per la tempesta deixaren Carles gairebé sense flota i sense exèrcit, però no impediren que prosseguís els preparatius per a la seva invasió de l'Imperi Romà mentre es refeia del desastre. El 1272, fou proclamat rei d'Albània després de signar un tractat amb els magnats de Dirràquion.

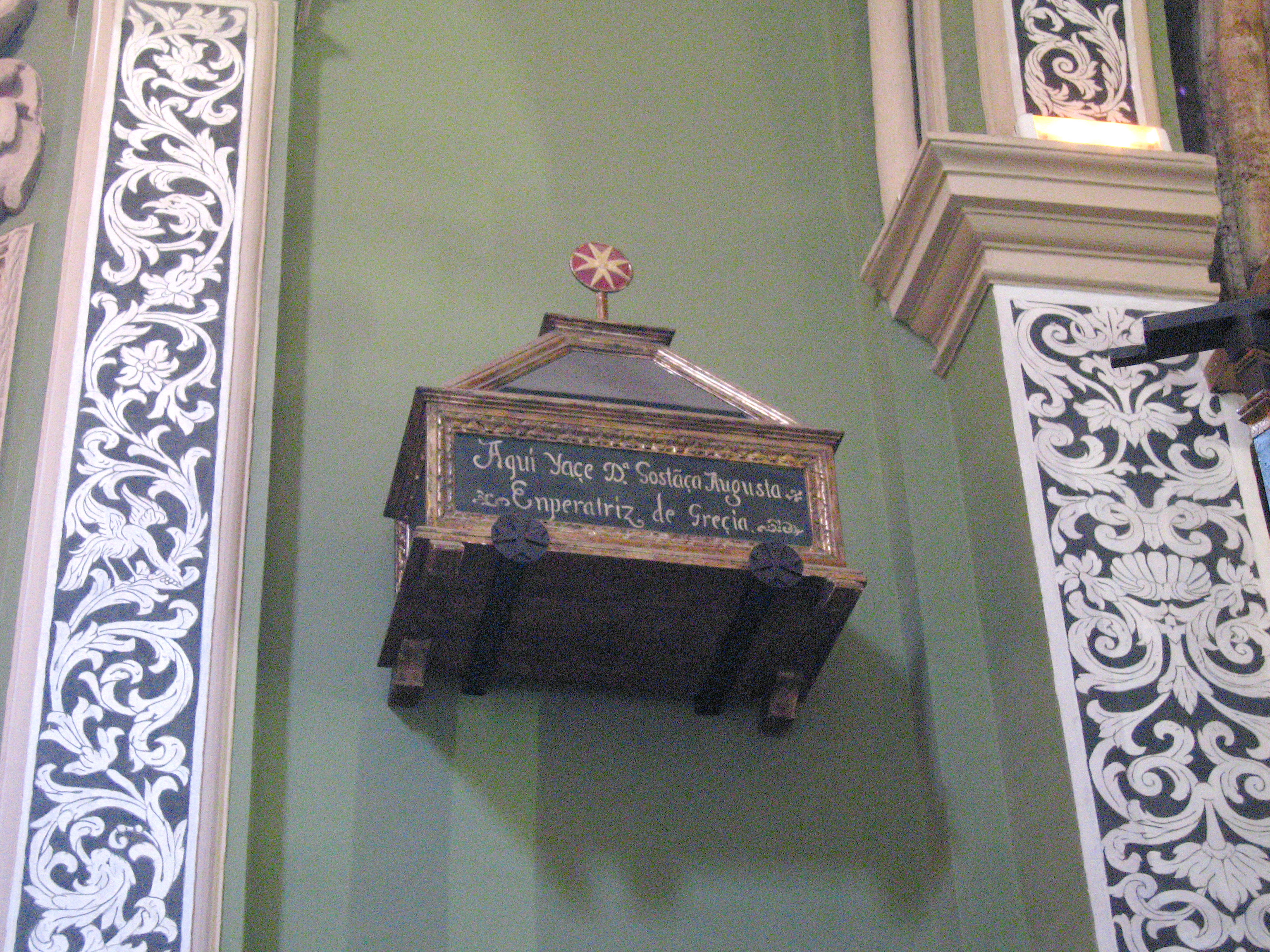
Sepulcre de Constança de Hohenstaufen a l'església de Sant Joan de l'Hospital (València)

Cap a aquella època, arribaren a la cort del rei Jaume Constança de Hohenstaufen, que cercava refugi al costat de la seva neboda homònima, i una de les filles de l'emperador nicè Teodor II Làscaris, Eudòxia Lascarina. Totes dues foren acollides amb molt de respecte a la Corona d'Aragó, on romangueren fins a la seva mort a principis del segle xiv. Malgrat la seva mala disposició envers Miquel VIII per haver usurpat el tron de la família Làscaris, no dubtaren mai a subordinar els seus greuges als interessos aragonesos a Sicília.
L'interregne papal arribà a la seva fi amb l'elecció de Gregori X el setembre del 1271. El nou pontífex es trobava a Palestina, on havia acompanyat el príncep Eduard d'Anglaterra en la Novena Croada, quan rebé la notícia. Encara que es dirigí cap a Itàlia tot seguit, la seva estada a Terra Santa marcaria tot el seu papat. El seu objectiu principal era recuperar Jerusalem, cosa que no creia que fos possible sense la col·laboració de l'Imperi Romà. Així doncs, els esforços per resoldre el Cisma del 1054 esdevingueren encara més prioritaris per a Gregori X del que ho havien estat per als seus dos últims predecessors. De fet, encara no havia salpat de Palestina quan escrigué una primera carta a Miquel insistint en el seu anhel de tornar a unir les Esglésies. L'octubre del 1272, el convidà a un concili que havia de tenir lloc a Lió el 1274 per formalitzar la Unió de les Esglésies. Miquel respongué afirmativament a la invitació de Gregori, demanant-li únicament un salconduit i una escorta per a la protecció dels delegats romans d'Orient en el seu pas pel Regne de Sicília, car sospitava que Carles d'Anjou intentaria fer-los desaparèixer a fi de desacreditar l'emperador romà a ulls del papa. El summe pontífex no només li concedí aquesta sol·licitud, sinó que fins i tot aconseguí arrancar a Carles la promesa que no envairia l'Imperi Romà abans de la celebració del concili. Arribat el moment, Jaume d'Aragó fou l'únic monarca catòlic que assistí personalment al Concili de Lió II, en el qual la seva intervenció apassionada a favor d'una nova croada a Terra Santa tingué una rebuda bastant freda. El 6 de juliol del 1274, antepenúltima sessió del concili, es feu oficial la reconciliació formal i solemne de les dues esglésies.

### Vespres Sicilianes

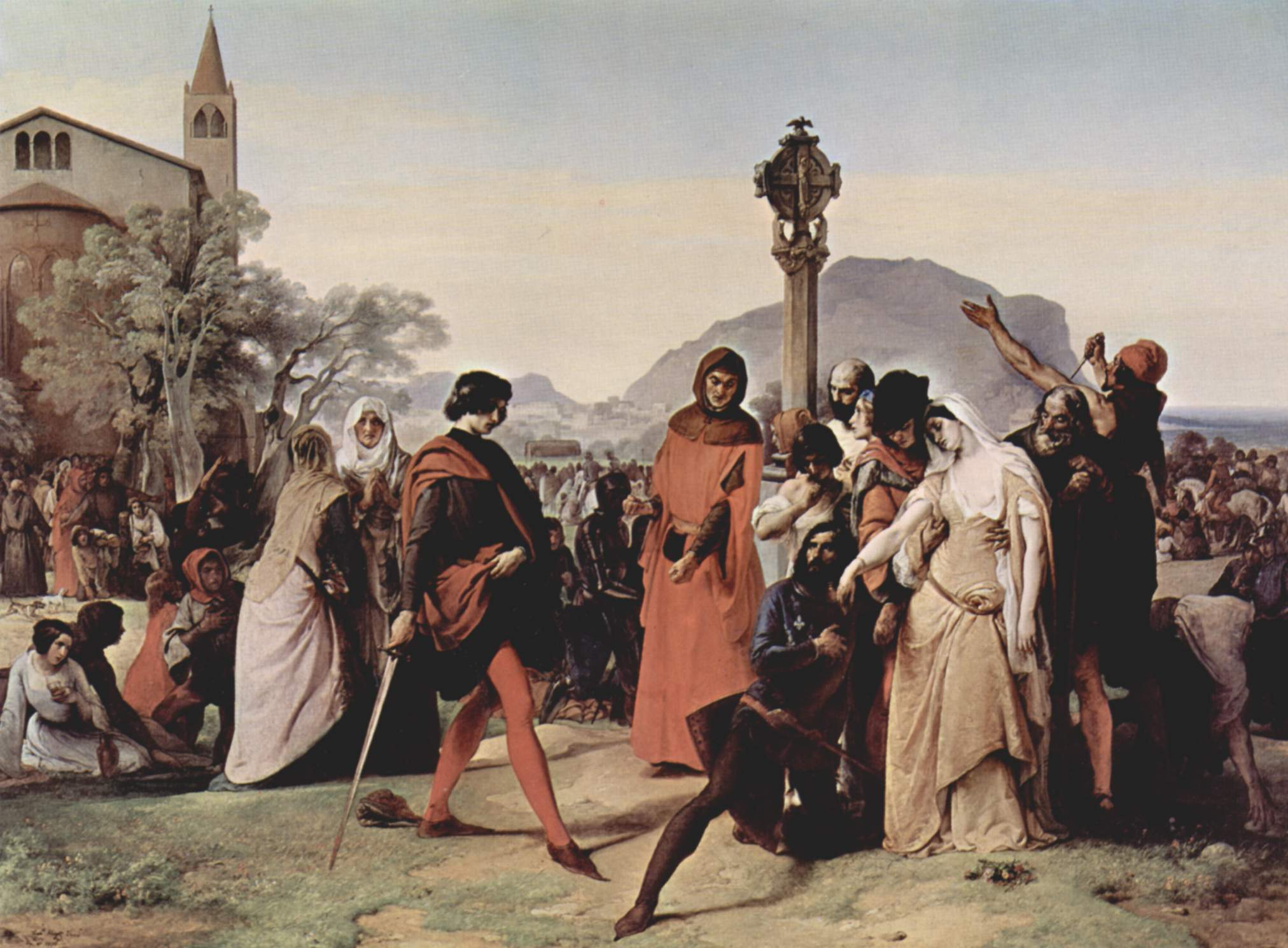
Les Vespres Sicilianes (1846), oli sobre tela de Francesco Hayez

Malgrat els esforços de Miquel i els partidaris de la Unió de les Esglésies per garantir-ne el compliment, les condicions que comportava (especialment l'adopció de la posició llatina en la disputa sobre el filioque) mai no foren acceptades per gran part de la població i el baix clergat de l'Imperi Romà. Carles d'Anjou, que encara cobejava el tron de Constantinoble, no trigà a fer-ho servir per al·legar mala fe de la part de Miquel VIII davant dels successors de Gregori X, que havia mort el 1276. Alhora, consolidà la seva posició a la Mediterrània oriental comprant els drets successoris al Regne de Jerusalem de Maria d'Antioquia el 1277 i fent efectiu el seu control sobre el regne uns mesos més tard. Desil·lusionat amb la Unió de les Esglésies com a mitjà de protegir-se de les ambicions del seu rival, Miquel començà a ordir una gran conspiració antiangevina a la Mediterrània occidental. Mentrestant, Jaume I havia mort el 1276 i havia estat succeït per Pere III el Gran. La nova reina consort d'Aragó, Constança de Sicília, era vista com a legítima hereva dels dominis dels Hohenstaufen pels gibel·lins d'arreu d'Europa i havia aglutinat al seu voltant un nucli dur d'exiliats sicilians amb set de venjança contra Carles d'Anjou, entre els quals destacaven el canceller Joan de Pròixida i els futurs almiralls Conrad Llança i Roger de Llúria. Així doncs, el clima de la cort aragonesa era molt receptiu a les proposicions de revenja que aviat arribarien des de Constantinoble.
Després d'una sèrie de tres papes efímers que succeïren a Gregori X entre gener del 1276 i maig del 1277, el novembre d'aquest darrer any els cardenals elegiren Giovanni Gaetano Orsini, que ascendí a la càtedra de sant Pere amb el nom de Nicolau III. El nou pontífex actuà amb fermesa contra les contínues maquinacions de Carles d'Anjou, obligant-lo a renunciar a les dignitats de senador de Roma i vicari imperial a la Toscana, de les quals havia abusat per influir en les eleccions papals i, més generalment, per promoure els seus objectius polítics a Itàlia. A més a més, li prohibí atacar l'Imperi Romà. Oficialment, aquest veto tenia com a objectiu facilitar la Unió de les Esglésies, però la seva finalitat real era mantenir l'equilibri de forces entre Occident i Orient i evitar que cap dels dos fes ombra al papat. Mentre obertament retreia a Miquel la falta de progrés en la Unió de les Esglésies, sembla que en secret Nicolau III feu de mitjancer entre l'emperador romà i el rei d'Aragó i oferí el seu ple suport a la seva conxorxa antiangevina.

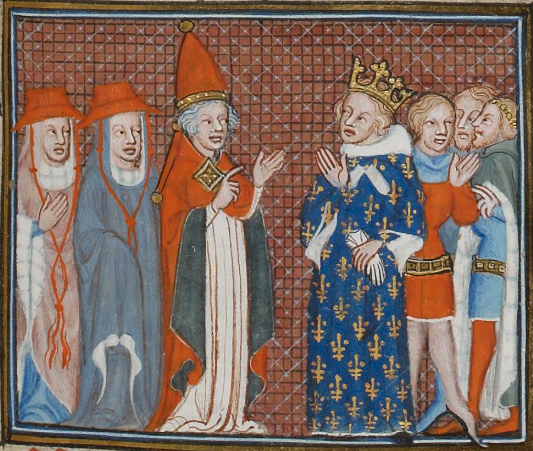
El papa Martí IV amb Carles d'Anjou

Els conspiradors patiren un greu revés amb la mort de Nicolau III l'agost del 1280. Aquesta vegada, Carles d'Anjou sí que aconseguí imposar el seu candidat i el febrer del 1281 els cardenals elegiren com a pontífex el seu amic Simon de Brie, que assumí el nom papal de papa Martí IV. El nou papa, subordinat des de sempre als angevins, tornà a Carles d'Anjou la dignitat de senador de Roma que li havia retirat el seu predecessor i impulsà un nou pacte contra els romans, el Tractat d'Orvieto, que sumava els venecians al negoci de Constantinoble i preveia el llançament d'una gran invasió de l'Imperi Romà l'abril del 1283. A la tardor del 1281, Martí IV, per aplanar el camí de l'operació militar, promulgà una butlla en la qual excomunicava Miquel VIII, el deposava com a emperador i amenaçava tots els monarques cristians que contemplessin la possibilitat de sortir en auxili seu. Entre els destinataris implícits d'aquest advertiment hi havia el rei Pere d'Aragó, a qui el nou papa havia denegat el seu suport en els preparatius d'una croada contra el regne hàfsida pel simple motiu que Tunísia es trobava en l'esfera d'interessos de Carles d'Anjou. Havia arribat el moment de posar en marxa el pla per arrabassar Sicília a Carles d'Anjou. L'emperador romà es comprometé a finançar l'operació mitjançant el pagament anual de 60.000 perpres al rei d'Aragó i li feu una bestreta de 30.000 perpres. El gener del 1282, Pere III anuncià en una missiva a la República de Pisa que es disposava a envair Sicília. Cap a aquestes dates, segurament també en foren advertits els altres aliats occidentals dels conspiradors, incloent-hi Alfons X el Savi de Castella, Guillem VII de Montferrat (parent de Miquel VIII) i la República de Gènova. La carta de Pere a Pisa deia el següent:
| « | Ja sabeu que el vil i impiu Carles té la intenció d'atacar l'emperador de Constantinoble, amb qui ens uneixen nous vincles d'amistat; des del fons del nostre cor hem decidit oposar-nos a la presumptuosa gosadia d'aquest rei amb una disposició ferma i amb tot el nostre poder. Preveiem, doncs, […] entrar al Regne de Sicília i establir-nos-hi […] amb una gran host de la nostra gent. Així, mentre que aquest rei creurà haver conquerit els romans, [en realitat] els sicilians es trobaran irrevocablement subjectes al nostre domini. | » |
| — | |   |

El 30 de març del 1282, quan començava a caure el crepuscle, una batussa entre uns sicilians i un grup de soldats francesos a Palerm fou l'espurna que feu esclatar un avalot antiangeví a la ciutat. Mentre les campanes de les esglésies tocaven a vespres, els sicilians massacraren tots els francesos que pogueren arreplegar. En les setmanes següents, el tumult s'estengué com una taca d'oli per tota l'illa de Sicília fins a convertir-se en una rebel·lió en tota regla. Carles d'Anjou, mossegant el ceptre en un atac de ràbia, no tingué més remei que cancel·lar la seva invasió de l'Imperi Romà, no només perquè la revolta siciliana exigia la seva atenció completa, sinó també per motius purament materials com que els rebels de Messina havien desballestat les seves naus de guerra per fer-ne barricades. El primer acte dels sicilians després de prendre el control de l'illa i elegir els seus representants fou comunicar la notícia de la revolta a Constantinoble. Seguidament, enviaren un ambaixador al papa demanant-li que reconegués les ciutats sicilianes com a comuns sotmesos únicament a l'autoritat de l'Església, de manera similar a Venècia, Gènova i Pisa. Com era d'esperar, la resposta de Martí IV fou comminar-los a deposar immediatament les armes i acceptar Carles com a rei legítim de Sicília.

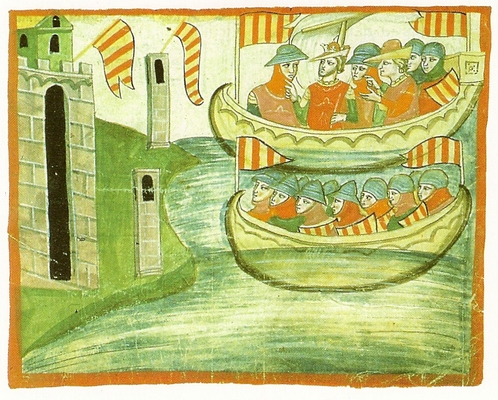
Arribada dels aragonesos a Sicília

Els rebels, que no tenien ni la més mínima intenció de fer-ho, cercaren una alternativa. Com que la reina consort d'Aragó, Constança de Sicília, era l'única hereva restant del sacre emperador romanogermànic Frederic II i única Hohenstaufen capaç de fer valdre els seus drets, els sicilians demanaren al rei Pere que prengués possessió de l'illa en nom de la seva muller. En aquell moment, Pere es trobava convenientment al nord d'Àfrica amb una gran flota construïda per a la campanya contra els hàfsides. Després de fingir indiferència durant unes setmanes per evitar donar un pretext al papa, el rei salpà cap a Sicília i desembarcà a Trapani el 30 d'agost. Dos dies més tard, la host reial arribà a Palerm, on Pere inicialment fou rebut amb suspicàcia. Així i tot, davant de les pressions de Martí IV perquè acceptessin la sobirania de Carles i el compromís de Pere de respectar els antics privilegis dels quals havien gaudit sota Guillem II de Sicília, els sicilians oferiren la corona al rei d'Aragó, coronat per aclamació popular a la Catedral de Palerm el 4 de setembre. Desitjosos de consolidar l'aliança romanoaragonesa, el genovès Benet Zacaries i l'arquebisbe de Sardes es reuniren amb Pere a Palerm per explorar la possibilitat de casar Andrònic, fill i successor designat de Miquel VIII, amb una de les filles del rei, però les negociacions no arribaren a bon port, car l'última cosa que volia Pere en aquell moment era atiar encara més la ira de l'Església. El nou monarca de Sicília es mogué amb celeritat per aixecar el setge de Messina i expulsar completament les forces angevines de l'illa. Unes setmanes més tard, la victòria de la flota aragonesa a Nicòtena consolidà el seu control de l'estret de Messina.
Incapaç de pair els fets, Martí IV recorregué al vell truc de les excomunions polítiques, aquesta vegada contra els rebels sicilians, els gibel·lins del nord d'Itàlia i, de nou, Miquel VIII. L'efecte d'aquesta acció sobre l'emperador romà fou nul, car l'11 de desembre d'aquell mateix any sucumbí a una malaltia intestinal aguda en un poblet de Tràcia. En paraules del bizantinista anglès Donald Nicol, l'home que havia restaurat l'Imperi Romà el 1261 i que molt probablement l'havia salvat de tornar a caure sota el jou llatí el 1282 «morí sent un pària, excomunicat pel papa, condemnat com a heretge per la seva pròpia església i detestat com a traïdor i tirant per la major part del seu poble». Tement que el seu cos fos profanat, Andrònic el feu enterrar aquella mateixa nit en una tomba sense identificar en un lloc remot.

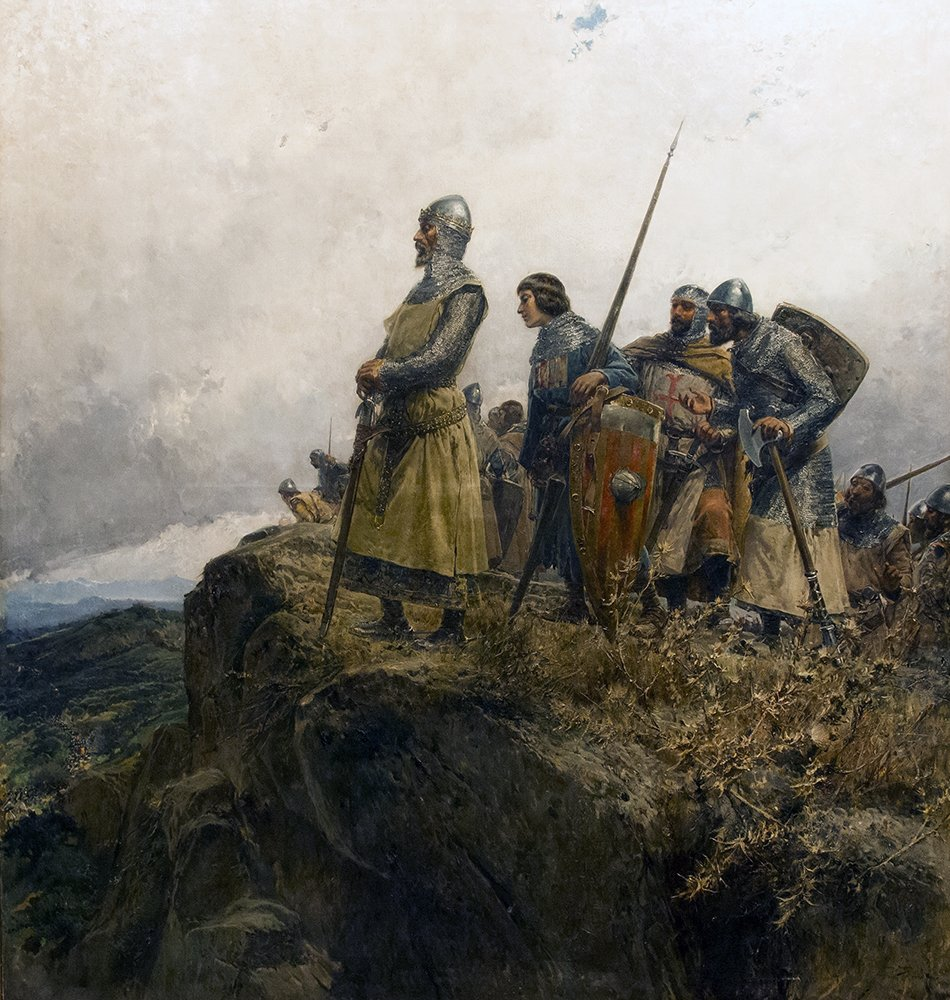
Pere el Gran al coll de Panissars (1891), oli sobre tela de Mariano Barbasán

Les conseqüències foren molt més perilloses per a Pere III. El papa no només l'exclogué de la comunió de l'Església, sinó que el desposseí dels seus regnes i convocà una croada contra la Corona d'Aragó per fer efectiva aquesta declaració. Mentre l'almirall Roger de Llúria vencia una vegada i una altra els angevins en aigües italianes, una enorme host encapçalada pel rei Felip III de França i el seu fill Carles de Valois envaí Catalunya uns mesos després de la mort de Carles d'Anjou el gener del 1285. Els francesos arribaren a prendre les ciutats de Perpinyà, Elna i Girona, però un brot de disenteria i un nou triomf de Roger de Llúria, aquesta vegada a les Illes Formigues, els obligaren a avortar la invasió. El 30 de setembre i l'1 d'octubre, els aragonesos massacraren la rereguarda francesa al coll de Panissars i posaren punt final a les accions militars de la Croada contra la Corona d'Aragó. Un mes i mig més tard, la mort del rei Pere significava la sortida d'escena de l'últim dels tres homes que havien fet de Sicília una peça clau en el tauler geopolític de les dècades anteriors. Alfons III i Jaume II d'Aragó, d'una banda, i Carles II d'Anjou, de l'altra, mantingueren viva la rivalitat dels seus pares fins que el 1295 es conclogué la Pau d'Anagni. Un altre fill de Pere III, Frederic, rebutjà el tractat i fou aclamat rei de Sicília, accions que obriren una nova fase en la disputa per Sicília fins que el 1302 un tractat signat a Caltabellotta establí una pau fràgil però finalment duradora. La resolució definitiva del conflicte sicilià deixà nombrosos almogàvers sense feina. La seva marxa a Constantinoble per lluitar al servei d'Andrònic II marcaria les relacions entre la Corona d'Aragó i l'Imperi Romà durant els anys següents i donaria peu als esdeveniments més recordats de tota aquesta història.
La Pau de Caltabellotta deixava Frederic com a amo de la «Sicília insular», o Trinàcria, mentre que Carles II d'Anjou conservava la «Sicília peninsular», o Regne de Nàpols. L'acord, segellat amb el matrimoni de Frederic amb la filla de Carles, Elionor d'Anjou, preveia el retorn de Trinàcria a mans angevines a la mort de Frederic. Per congraciar-se amb l'Església i demostrar la seva lleialtat als seus nous aliats angevins i capets, Frederic prometé contribuir amb naus i soldats a un nou projecte d'invasió de l'Imperi Romà, aquesta vegada en nom de Carles de Valois i la seva segona muller, Caterina de Courtenay, filla de Felip de Courtenay i posseïdora dels drets titulars sobre l'Imperi Llatí. Per aquest motiu, el rei de Trinàcria oferí suport logístic i financer als almogàvers que marxaven a l'Imperi Romà, raonant que podrien servir de cinquena columna quan arribés el moment per a la invasió de Carles de Valois i, fins i tot, els almogàvers podrien capturar Constantinoble per sorpresa i lliurar-li la corona imperial a ell mateix en lloc de Carles i Caterina.

### Contactes comercials i culturals a finals delseglexiii
Cap a les últimes dècades del segle xiii, els mercaders mallorquins començaren a comerciar amb l'Imperi Romà, que en poc temps es convertiria en el que probablement fou el seu mercat principal en l'edat mitjana tardana. Aquest enfocament es pot explicar per la seva voluntat d'evitar la competència amb els mercaders catalans, que centraven la seva activitat en el Llevant, així com els seus vincles comercials amb els venecians i els genovesos, que dominaven el comerç internacional amb l'imperi. Per altra banda, un gran nombre de nobles i mercaders-patrons mallorquins exerciren com a pirates, corsaris o mercenaris en territori romà.
El 1268, el rei d'Aragó concedí al Consell de Cent el dret de nomenar cònsols a l'Imperi Romà. Tanmateix, el factor decisiu per a l'establiment dels consolats ultramarins de Constantinoble i el seu suburbi de Pera fou la tradició consular mallorquina. Per part catalana, no hi ha documentat cap cònsol a Constantinoble o Pera entre el 1281, quan fou nomenat el primer cònsol dels catalans «a Constantinoble i tota la Romània a bord de vaixells», i la dècada del 1380, encara que el silenci de les fonts no permet descartar-ne completament l'existència. El 1296, Andrònic II promulgà un crisòbul en el qual concedia privilegis comercials als «habitants de les terres de Barcelona, Aragó, Catalunya, Mallorca, València, Tortosa i les altres terres de l'excel·lentíssim rei d'Aragó i de Sicília». Malgrat que no hi ha cap font supervivent que contingui una referència concreta a una presència anterior dels mercaders catalans en aquesta part de la Mediterrània, es pot extrapolar a partir de l'objectiu del crisòbul, que no era altre que regular-ne «el retorn […] a terres imperials». Tanmateix, la comunitat mercantil aragonesa de Constantinoble estigué sempre en una posició de feblesa, tant davant de les autoritats romanes com davant dels venecians i els genovesos.
Malgrat que l'Imperi Romà havia perdut la seva hegemonia a la Mediterrània, continuava exercint una influència cultural significativa sobre la Corona d'Aragó. Durant aquest període, estudiosos com Ramon Llull i Arnau de Vilanova tingueren la cultura romana d'Orient com a referent. Aquests intercanvis no foren exclusivament unidireccionals; per exemple, vuit tractats de Vilanova foren traduïts al grec amb l'objectiu de fer-los circular entre els teòlegs de Constantinoble.

### Campanya de la Gran Companyia Catalana a Anatòlia

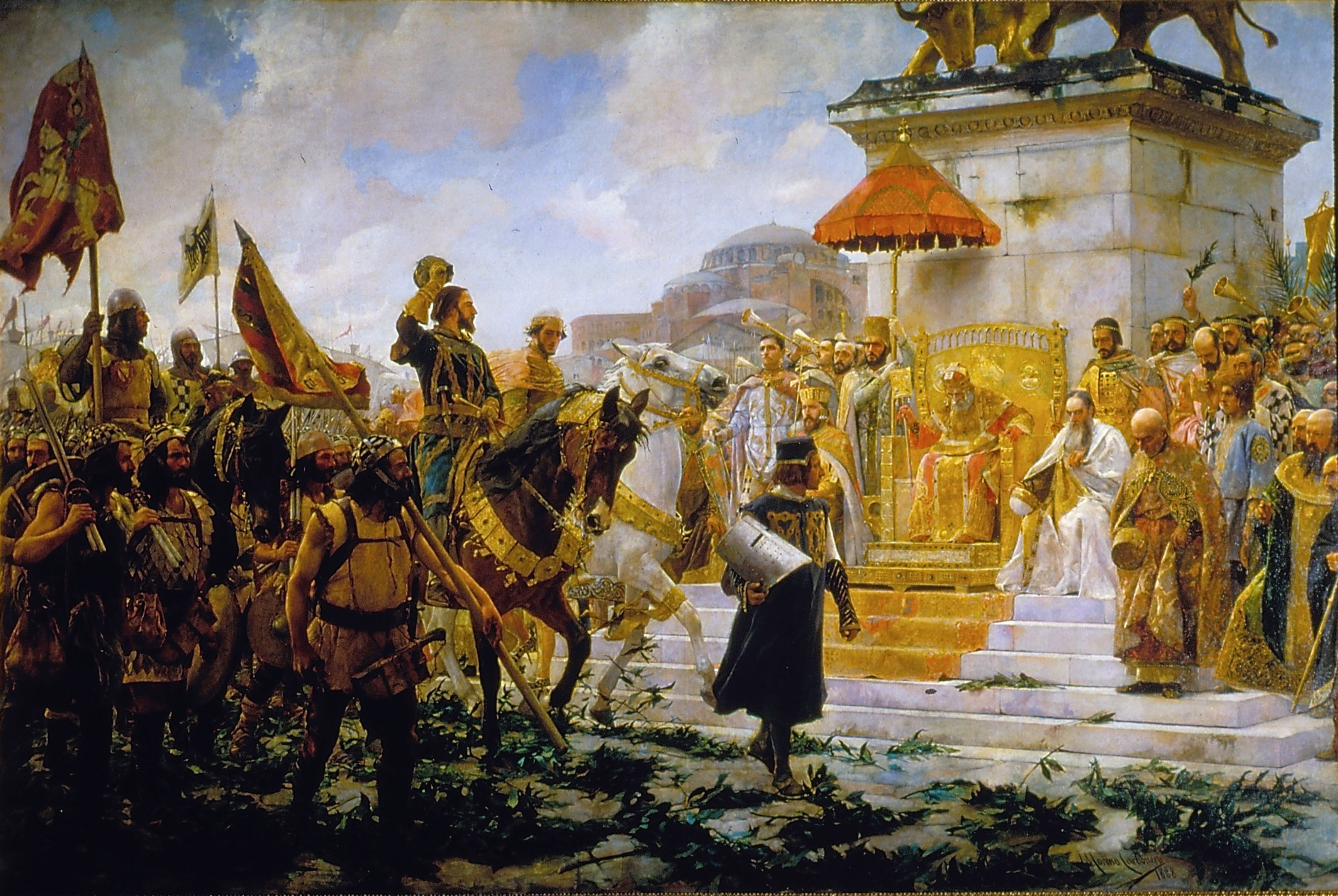
Entrada de Roger de Flor a Constantinoble (1888), oli sobre tela de José Moreno Carbonero

El primer contacte militar seriós entre l'Imperi Romà i la Corona d'Aragó es produí quan Andrònic II contractà la Gran Companyia Catalana, un cos de mercenaris catalans, aragonesos, mallorquins i navarresos que havien prestat servei en la guerra de les Vespres Sicilianes i altres conflictes, per combatre els turcs que sotmetien les fronteres romanes a Anatòlia a una pressió creixent. A canvi dels seus serveis, el comandant d'aquests almogàvers, Roger de Flor, aconseguí negociar una soldada exorbitant per als seus homes, així com el títol de megaduc i la mà de Maria Assèn, neboda de l'emperador. L'arribada d'aquest regiment el setembre del 1303 provocà una convulsió en l'equilibri d'interessos a Constantinoble, en especial entre els genovesos, que veien la companyia com una intromissió de la Casa d'Aragó en la seva esfera d'influència. Les tensions no trigaren a aflorar i poc després de la seva entrada a la ciutat, justament el dia que se celebrava la festa de noces de Roger de Flor i Maria, més de 3.000 genovesos foren morts pels almogàvers en la massacre dels genovesos.
Andrònic, conscient que la presència dels almogàvers a Constantinoble convertia la capital imperial en un polvorí que podia esclatar en qualsevol moment, feu partir la companyia cap al front sense més dilació. La primera missió que li fou encomanada fou desallotjar les tropes karàsides acantonades al cap de l'Artaqui, a la riba oposada del mar de Màrmara. L'octubre del 1303, els romans i els almogàvers caigueren per sorpresa sobre el campament dels turcs i eliminaren gairebé tota la cavalleria de l'enemic amb dards abans que els karàsides tinguessin temps d'oferir resistència. La segona onada de l'atac, en la qual la infanteria aconseguí imposar el combat cos a cos, fou decisiva. Acabada la batalla, Roger de Flor feu matar tots els homes turcs de més de deu anys i feu esclaus els nens i les dones. El següent pas era socórrer la ciutat de Filadelfia, assetjada pels germiyànides. Tanmateix, com que s'acostava un hivern rigorós i la companyia encara no havia tingut l'oportunitat de reconèixer detalladament el territori, el cap dels almogàvers decidí esperar la primavera a Cízic, una plaça forta situada al mateix cap de l'Artaqui i fàcil d'avituallar. Durant els mesos següents es produïren diversos conflictes, tant entre la companyia i la població local (maltractada de manera greu i reiterada pels catalans que se suposava que havien vingut a defensar-la) com entre els mateixos almogàvers, i el noble Ferran Eiximenis d'Arenós decidí partir amb les seves tropes. Mentrestant, el gener del 1304 arribà a Constantinoble el coemperador Miquel IX Paleòleg. El fill gran d'Andrònic tornava d'una expedició contra els turcs que havia començat l'abril del 1302 i tot just havia acabat amb un fracàs estrepitós: tot i tenir a la seva disposició un exèrcit molt més gran que la companyia, Miquel ni tan sols no havia entaulat batalla amb els turcs en gairebé dos anys de campanya. El coemperador, ressentit i amb la reputació força malmesa, es passà els primers mesos de l'any alimentant l'enveja dels nobles i alts funcionaris de la cort romana, ofesos per com la companyia havia assolit fàcilment la victòria que tant els havia eludit.

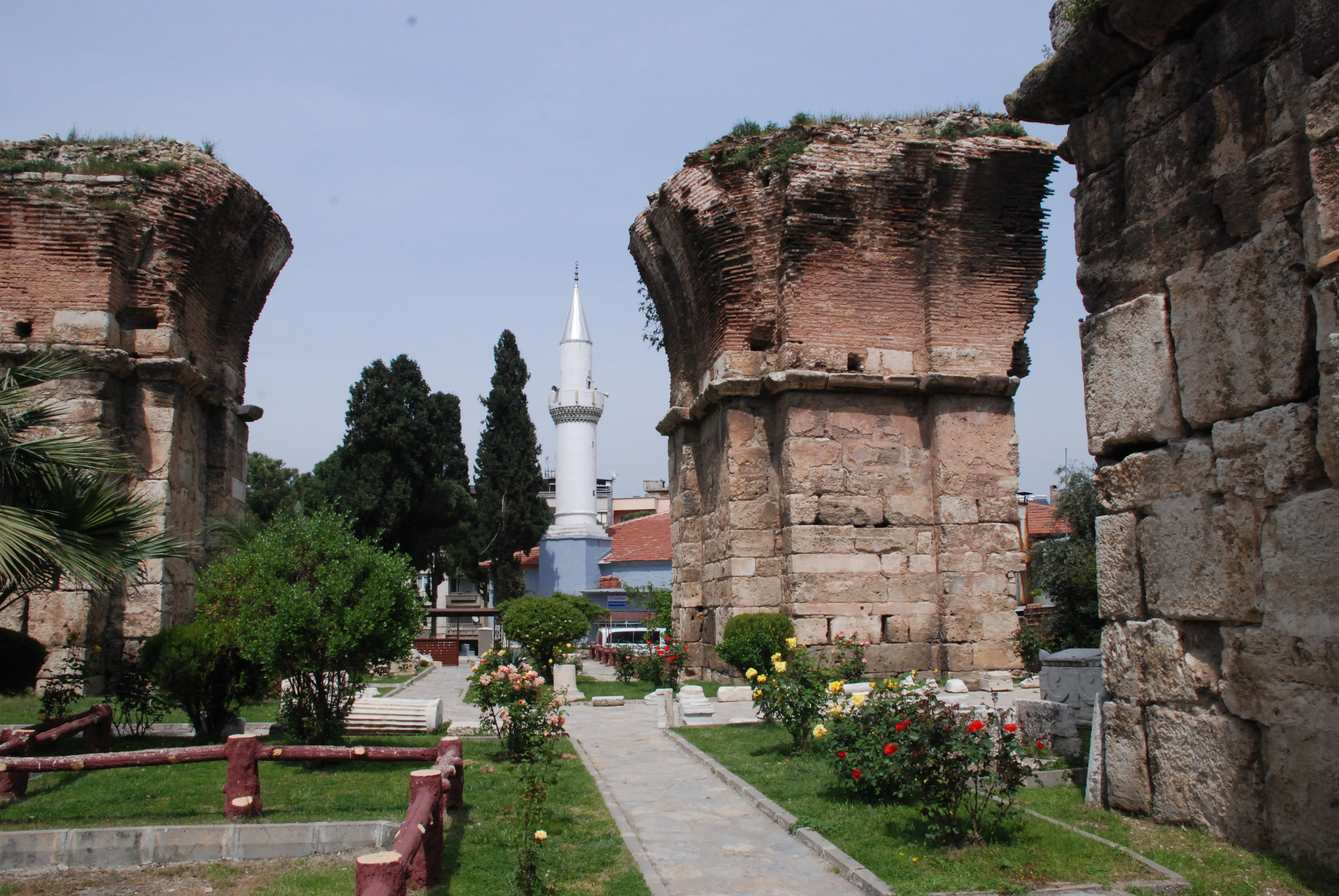
Ruïnes de l'església de Sant Joan de Filadelfia

La campanya per auxiliar Filadelfia s'havia d'iniciar l'abril del 1304. Tanmateix, el seu inici fou endarrerit per una disputa amb els mercenaris alans que formaven brigada amb la companyia. L'enfrontament començà quan dos alans intervingueren en defensa d'una dona romana vexada per un grup d'almogàvers i se saldà amb la mort de més de 300 alans, incloent-hi el fill del seu capitost, i la retirada de la majoria dels altres malgrat els precs i els intents de subornar-los de Roger de Flor. L'expedició sortí finalment a primers de maig amb uns 6.000 almogàvers, els 1.000 alans restants i algunes unitats romanes a les ordres del gran arcont Marules. El camí cap a Filadelfia portà la companyia prop de Germe, una plaça forta romana que s'havia rendit feia poc als germiyànides. En tenir notícies de l'aproximació d'aquest exèrcit, els turcs s'apressaren a evacuar la ciutat, però els almogàvers els encalçaren i infligiren nombroses baixes a la seva rereguarda en la batalla de Germe. Cercant una confrontació decisiva, Roger de Flor prosseguí la ruta cap a l'interior, on rebé moltes peticions d'auxili de ciutats ocupades pels turcs. Tanmateix, la seva intenció era reservar totes les tropes disponibles per a l'exèrcit de maniobra, evitant desgastar-lo en atacs menors o petites escaramusses. La companyia seguí el camí a Tiatira i s'internà en els primers contraforts de la vall del riu Hermos per dirigir-se directament cap a Filadelfia. Quan el bei Yakup bin Ali Şir, que assetjava la ciutat, fou avisat de l'arribada de la companyia, decidí aixecar el campament i disposar les seves tropes en un camp de batalla propici, deixant unes quantes unitats en les obres de setge a fi d'evitar qualsevol sortida de la població assetjada de Filadelfia. De nou, fou determinant la celeritat dels almogàvers, que venceren un gran exèrcit turc en la batalla d'Àulax. Després d'assegurar-ne el perímetre, les tropes de Roger de Flor feren la seva entrada triomfal a la ciutat.

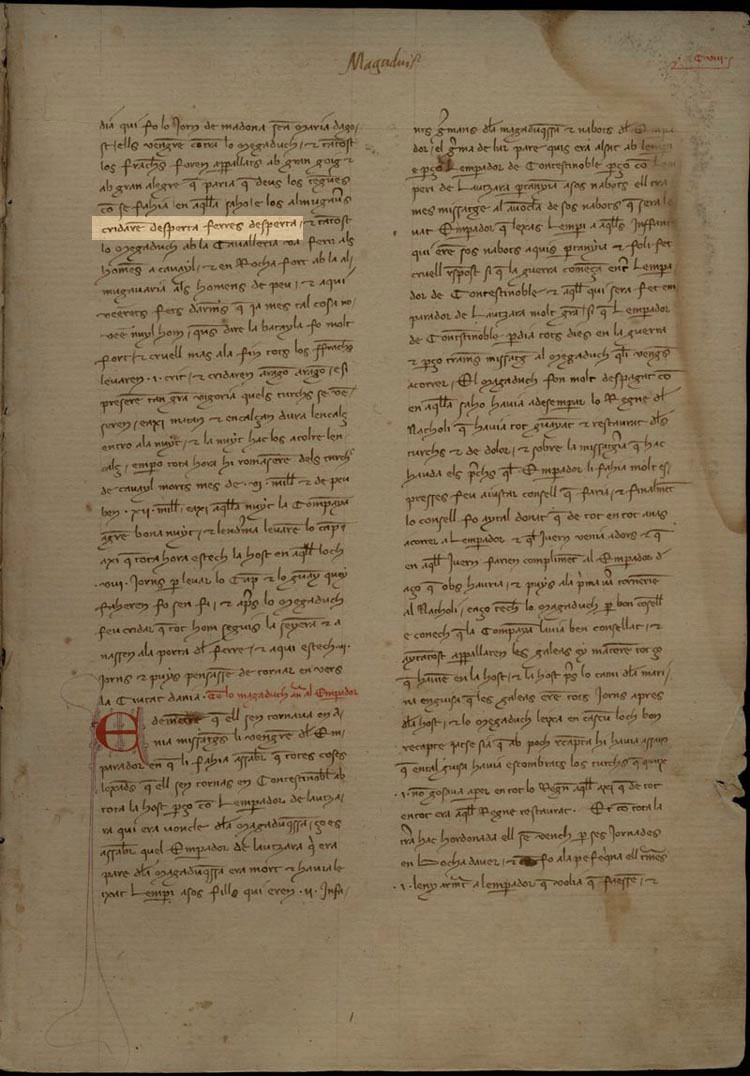
«Desperta Ferres! Desperta!» en el relat de la batalla de Cibistra en la Crònica de Ramon Muntaner

En les setmanes següents, el cap dels almogàvers escollí Magnèsia per establir-hi el quarter general, traslladar-hi el botí de guerra acumulat i acantonar-hi les tropes. Les friccions entre els mercenaris de la companyia i els funcionaris locals tornaren a ser una font de problemes. Quan Andrònic fou informat dels excessos de Roger de Flor amb els habitants de la ciutat a través del patriarca de Constantinoble, les disputes resultants tensaren encara més la corda entre els partidaris i els detractors del megaduc a la cort romana. Els almogàvers es passaren els mesos de juny i juliol eliminant les forces enemigues que quedaven a l'oest d'Anatòlia en la batalla de Tira i la batalla d'Ània. Malgrat l'arribada d'uns altres 200 cavallers i 1.000 soldats de peu almogàvers sota el comandament de Bernat de Rocafort, Roger de Flor era conscient que no tenia prou homes per dur a terme una guerra d'ocupació i, per tant, que calia derrotar els beilicats turcs de manera definitiva. Així doncs, a finals de juliol emprengué la marxa cap a les muntanyes del Taure. Els almogàvers s'endinsaren en territori hostil, on els turcs esperaven aprofitar el terreny i la seva superioritat numèrica per parar una emboscada a la companyia i destruir-la d'una vegada per totes. El 15 de juliol, els almogàvers desbarataren la sorpresa d'un exèrcit turc i, al crit de «Desperta Ferro!», venceren una coalició de beilicats turcs molt més nombrosa. El cronista i almogàver Ramon Muntaner situa aquesta batalla a Cibistra i narra que, uns dies després, els homes de Roger de Flor arribaren a la Porta del Ferro, el límit entre Anatòlia i Armènia. Si aquesta ubicació és correcta, la batalla de Cibistra hauria estat la primera vegada que l'Imperi Romà dominava aquesta part d'Anatòlia des d'abans de la Quarta Croada (1204). Malgrat que els soldats volien continuar el seu avenç i reconquerir tots els territoris que els emperadors romans havien anat perdent al llarg dels segles, els seus capitans, conscients de la temeritat que suposaria penetrar en territori hostil sense haver-lo explorat, ordenaren la retirada a la ciutat costanera d'Ània per preparar la següent campanya.
En ruta cap a Ània, la companyia s'assabentà que els habitants de Magnèsia s'havien revoltat i s'havien apoderat del botí que hi havien deixat els almogàvers. Roger de Flor començà a assetjar la ciutat, però aviat arribaren ordres d'Andrònic de tornar als Balcans per combatre-hi una incursió dels búlgars. Havent aixecat el setge de Magnèsia i celebrat un consell a Ània per decidir els seus següents passos, els mercenaris acataren les instruccions de l'emperador i s'establiren a Gal·lípoli a la tardor del 1304, ja sense els alans, els últims dels quals havien desertat en el transcurs del darrer setge. Finalment, Andrònic comunicà als almogàvers que ja no calia que anessin a lluitar contra els búlgars, adduint que la simple notícia de l'arribada de la companyia havia bastat per fer recular l'enemic. En realitat, sembla que hauria rebut una missiva del seu fill Miquel avisant-lo del perill d'un motí entre les tropes romanes si la companyia era enviada al front traci. En tot cas, Roger de Flor reclamà més diners a Andrònic. La negativa de l'emperador, que considerava que la soldada rebuda, el botí de guerra i els abusos perpetrats pels almogàvers contra les poblacions romanes ja eren compensació suficient, fou l'inici de l'enemistat entre els dos homes. Finalment, la companyia rebé un nou pagament, però amb moneda adulterada.
L'arribada d'uns altres 300 cavallers i 1.000 soldats de peu almogàvers sota Berenguer d'Entença fou una font de nous problemes. Roger de Flor exigí el títol de megaduc per al seu company, la dignitat de cèsar per a si mateix i la concessió en feu de gran part d'Anatòlia. L'emperador li concedí les tres peticions, però la seva relació quedà molt tocada. Andrònic, tement una traïció de Roger de Flor i un intent dels «francs» de restaurar l'Imperi Llatí, feu instal·lar un exèrcit comandat pel seu fill Miquel a la fortalesa d'Apros per barrar el pas a una possible ofensiva dels almogàvers en direcció a la capital imperial. A la primavera del 1305, abans de tornar a Anatòlia per lluitar contra els turcs, Roger de Flor decidí anar a visitar Miquel a Adrianòpolis en contra dels consells de la seva muller i la seva sogra. Després d'uns dies a la cort de Miquel, el 30 d'abril, un escamot de mercenaris alans i turcoples irromperen en un banquet i mataren Roger de Flor i gairebé tots els almogàvers que l'acompanyaven. Muntaner relata que l'assassinat fou encarregat per Miquel per decapitar la cadena de comandament dels almogàvers i així eliminar-los com a amenaça política, mentre que Jordi Paquimeres el descriu com a acte de revenja del capitost dels alans per la mort del seu fill a mans dels almogàvers un any abans. Fos com fos, l'assassinat amb traïdoria de Roger de Flor desencadenaria una onada de venjança i atrocitats consumades per les dues parts que marcaria un abans i un després en l'Imperi Romà del segle xiv.

### Venjança Catalana
La notícia de la traïció d'Adrianòpolis corregué com una reguera de pólvora per l'Imperi Romà. En conèixer els fets, els habitants de moltes ciutats romanes s'alçaren contra els almogàvers i mataren tots els catalans que pogueren arreplegar, fossin mercenaris o civils. A Constantinoble, el patriarca Atanasi I sortí per intentar calmar els ànims, però es veié obligat a retirar-se davant de la multitud enfurismada. Quan tingueren coneixement de tots aquests fets, els almogàvers de Gal·lípoli massacraren els habitants de la ciutat, sense mostrar compassió ni per les dones ni pels infants, i es prepararen per a un setge imminent. El consell dels almogàvers es reuní i escollí Berenguer d'Entença com a nou comandant en cap, tot confirmant Bernat de Rocafort com a senescal de la companyia. Els almogàvers emprengueren una sèrie d'incursions a les costes del mar de Màrmara durant les quals cometeren nombroses atrocitats, incloent-hi assassinats, violacions, presa de captius, robatoris i cremes de poblacions. Poc després, Entença fou capturat pels genovesos, fet que deixava Muntaner i Rocafort al capdavant de la companyia. Incapaços d'assumir el degoteig constant de baixes que hauria comportat un setge prolongat, els almogàvers decidiren sortir a camp obert i, el juny del 1305, venceren dues vegades les forces romanes encapçalades per Miquel, primer a Branquiàlion i després a Apros. El resultat d'aquestes batalles fou devastador per a la moral romana i tot un revulsiu per a la companyia.

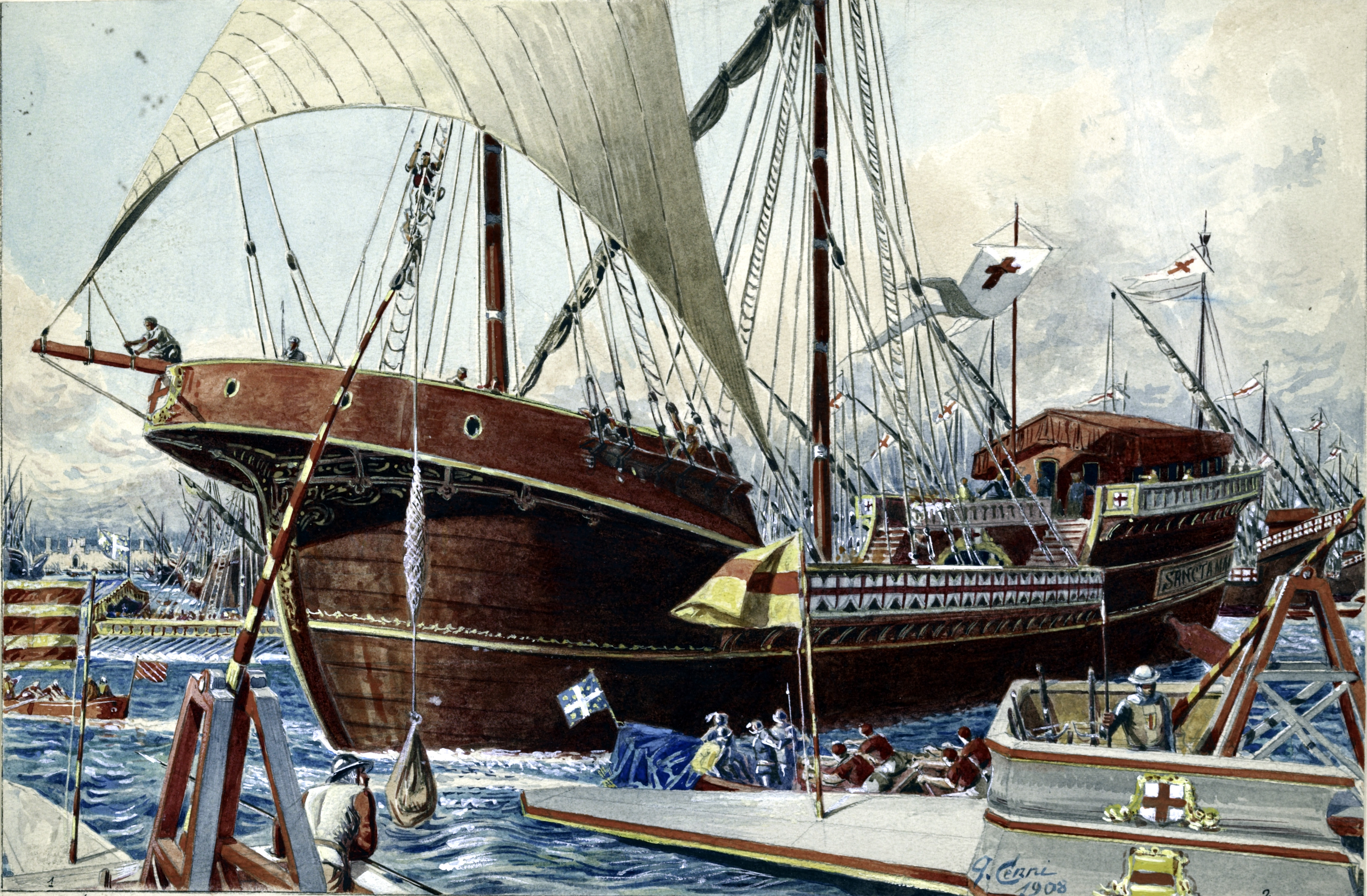
Nau genovesa dels segles -, de l'estil de les galeres emprades en l'atac a Gal·lípoli

Constantinoble, Adrianòpolis i Demòtica s'ompliren de refugiats que cercaven la protecció de les seves muralles. A principis del 1307, Rodostó es convertí en el següent objectiu de la Venjança Catalana, car un temps abans hi havien estat morts amb traïdoria uns missatgers que la companyia havia enviat a Andrònic. Les escenes de gran crueltat que s'havien produït en altres poblacions es repetiren a Rodostó, on els almogàvers massacraren els habitants, incloent-hi homes, dones, infants i animals. Poc després, la població veïna de Pàccia corregué la mateixa sort. Els supervivents d'aquestes i altres matances foren venuts com a esclaus independentment de l'edat i el gènere. Els catalans rebutjaren l'oferta d'Andrònic de pagar-los 100.000 perpres a canvi d'una treva. Reforçats pel retorn de Ferran Eiximenis d'Arenós i les seves tropes, a l'estiu del 1306 els almogàvers giraren els seus esforços a venjar-se dels alans pel seu paper en la mort de Roger de Flor. Alertats que els alans es dirigien cap a Bulgària sota el comandament de Jordi, l'autor material de l'assassinat, Eiximenis d'Arenós i Rocafort marxaren amb gairebé totes les tropes restants de la companyia cap al mont Hemus, on se sobreposaren a la seva inferioritat numèrica per derrotar els alans, donar mort a Jordi i acomplir així la seva revenja. Uns dies més tard, mercenaris genovesos al servei de Constantinoble aprofitaren que la majoria d'almogàvers eren fora per intentar reprendre Gal·lípoli, però Muntaner aconseguí rebutjar-los en un enfrontament en el qual destacaren les dones de la companyia.
A mitjans del 1307, la comarca de Gal·lípoli havia quedat tan devastada que els almogàvers se n'anaren a saquejar altres contrades. Mentrestant, els conflictes pel lideratge entre Eiximenis d'Arenós, Rocafort i Entença, que havia estat alliberat pels genovesos gràcies a la intercessió de Jaume II i ara negociava amb diverses potències occidentals la participació dels almogàvers en una nova croada contra Constantinoble, continuaven dividint la companyia. Malgrat diverses temptatives de reconduir la situació, les tensions escalaren i prop de la ciutat de Xanti es produí un disputa en el transcurs de la qual Entença fou mort per dos homes de Rocafort. Tement acabar igual que Entença, Eiximenis d'Arenós es rendí als romans i obtingué el perdó d'Andrònic, així com la dignitat de megaduc i la mà d'una princesa romana. Aquell mateix any, malgrat els intents de Frederic de Sicília de subordinar-los als seus designis, els almogàvers restants conclogueren un acord de vassallatge amb Carles de Valois, que pretenia utilitzar-los per restaurar l'Imperi Llatí. Al servei del seu nou senyor, s'establiren a Cassàndria i llançaren atacs contra els monestirs del mont Atos i els afores de Tessalònica. Les expedicions contra el mont Atos provocaren tal rebuig a les cancelleries europees que el rei Jaume es veié obligat a demanar als almogàvers que cessessin els seus atacs. El 1309, vivint en carn pròpia els problemes de disciplina i criminalitat que havien portat els romans a intentar desfer-se dels almogàvers, els homes de Carles de Valois detingueren Rocafort i poc després prescindiren dels serveis de la companyia. El 1310, Gualter V de Brienne, duc d'Atenes, contractà els almogàvers per lluitar contra els seus enemics. Tanmateix, quan la companyia ja havia recuperat fins a 30 castells i destruït els seus enemics, Gualter intentà expulsar els mercenaris de les seves terres sense pagar-los la soldada que els devia. La victòria decisiva de la companyia en la mal anomenada batalla del Cefís el 15 de març del 1311 i el posterior repartiment del territori de Gualter entre els almogàvers fou l'inici del procés que culminaria en la integració dels ducats d'Atenes i Neopàtria a la Corona d'Aragó durant un breu període a les darreries del segle xiv.

Joaquim Nadal i l'hegumen Efraïm durant la inauguració de la restauració de la torre del tresor del monestir de Vatopedi

Les atrocitats de la Venjança Catalana deixaren una empremta que encara perdura en la cultura, la llengua i l'imaginari popular dels Balcans, incloent-hi expressions com ara «Que et vegi sota l'espasa del català!» o «dejunar com el català» (en el sentit de no dejunar mai), així com personatges del folklore albanès com el Katallani, un ciclop representat habitualment com «un ferrer salvatge que s'alimenta de carn humana, sense genolls, per la qual cosa no es pot ajupir, i amb cames llargues com pals de vaixell». El record d'aquests fets es mantingué viu malgrat el pas dels segles. El 1993, el cantautor escalenc Josep Tero fou expulsat del monestir dels Ibers, al mont Atos, després d'identificar-se com a català, i es veié obligat a passar la nit a la intempèrie. Colpit per aquesta experiència, en tornar a Catalunya treballà incansablement per aconseguir la reconciliació entre catalans i grecs. Els seus esforços arribaren a bon port el 2005, quan el portaveu de la Generalitat de Catalunya i conseller de Política Territorial, Joaquim Nadal, i l'hegumen del monestir de Vatopedi inauguraren la restauració de la torre del tresor del monestir, finançada amb 240.000 euros per la Generalitat com a desgreuge per les massacres que els almogàvers hi havien comès al segle xiv. La torre del tresor és un antic trull que acull l'esplèndida col·lecció d'obres d'art regalades al monestir al llarg de la història pels emperadors romans, els tsars de Rússia i altres monarques cristians.

### Resta delseglexiv
Les relacions polítiques entre els dos estats es refredaren significativament en la segona meitat del regnat de Jaume II, no obstant una nova temptativa infructuosa de casar un fill d'Andrònic II, possiblement Demetri o el futur emperador Andrònic III, amb una filla del rei d'Aragó el 1311. No fou el cas de les relacions comercials i consulars, que es recuperaren ben aviat de la crisi provocada per la Venjança Catalana. El 1315, Andrònic II respongué favorablement a una carta del rei Jaume i concedí als catalans el lliure comerç arreu de l'imperi. Jaume aprofità la conjuntura per posar sobre la taula un tema que estava pendent des de la mort de Constança de Hohenstaufen a València el 1307. El rei d'Aragó havia heretat els drets i possessions de la vídua de Joan III Ducas Vatatzes a l'Imperi Romà i ara reclamava les rendes d'Estilar, Laquera i Camares, tres ciutats d'Anatòlia que havien estat concedides a Constança en ocasió del seu matrimoni amb l'emperador nicè. Tanmateix, Andrònic li respongué que els arxius romans no contenien cap prova fefaent d'aquests clams. El 1321, l'esclat de la primera guerra civil de l'era dels Paleòlegs obligà l'emperador a avortar la campanya que preparava contra els almogàvers establerts a Atenes.

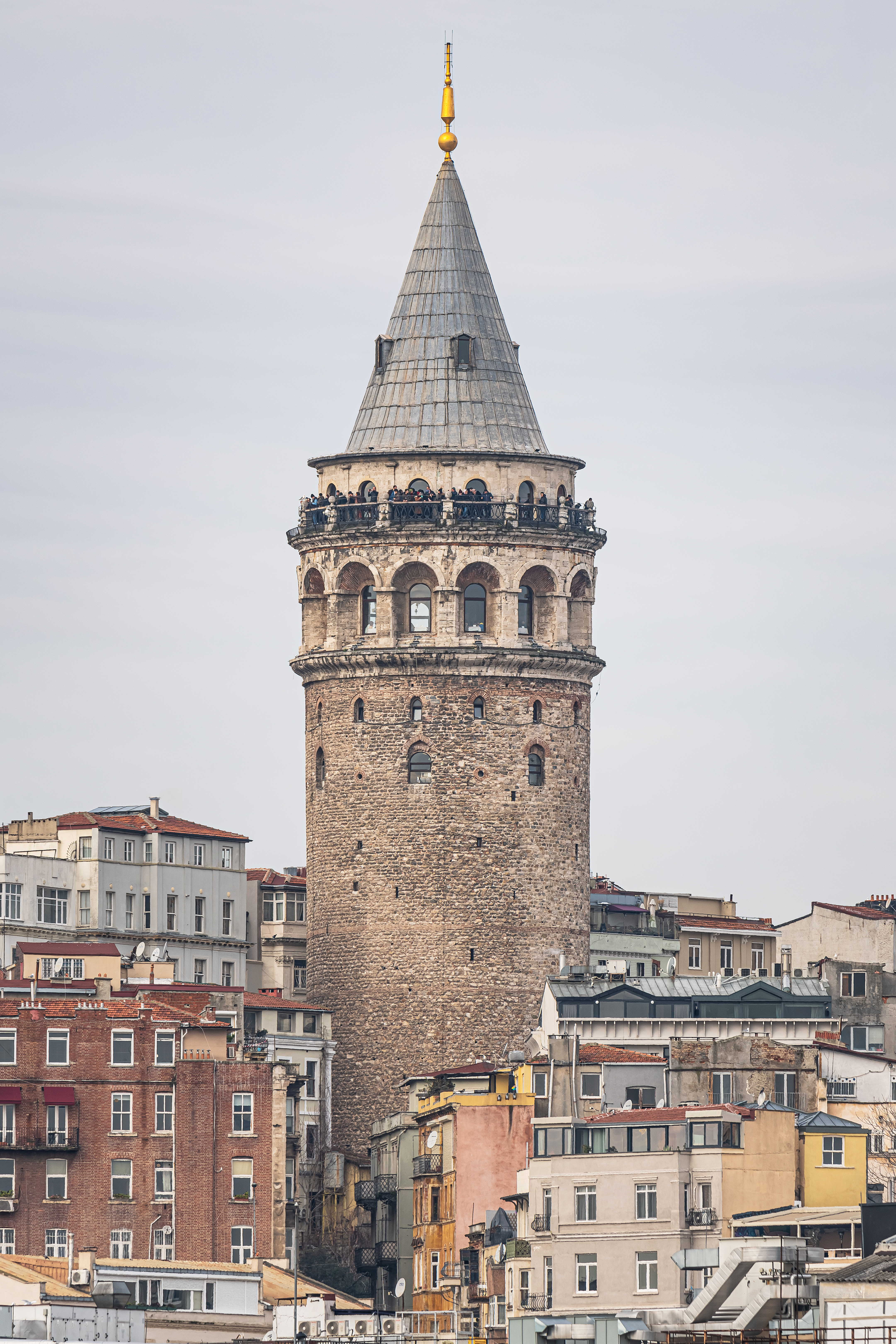
L'objectiu de l'estol venecià, aragonès i romà en la batalla del Bòsfor era assaltar la colònia genovesa de Gàlata.

Se sap que Octobo de Mari era cònsol dels mallorquins a l'Imperi Romà, probablement a Pera, el 1341, cap a l'inici de la segona guerra civil de l'era dels Paleòlegs. El guanyador d'aquest conflicte, Joan VI Cantacuzè, conclogué una aliança antigenovesa amb la República de Venècia i la Corona d'Aragó, governada per Pere IV el Cerimoniós des del 1336. Cadascuna d'aquestes potències tenia motius diferents per unir-se a la coalició: els aragonesos competien amb Gènova pel control de Sardenya i diversos aspectes importants del comerç mediterrani, mentre que Venècia persistia en la seva tradicional rivalitat amb Gènova i l'emperador romà temia que els genovesos fessin costat al seu jove coemperador, Joan V Paleòleg. El 13 de febrer del 1352, en condicions meteorològiques molt adverses, els aliats i els genovesos es trobaren en la batalla naval del Bòsfor, entaulada davant mateix de les muralles de Constantinoble. Malgrat que en un primer moment el resultat fou incert per la magnitud de les baixes humanes i materials patides tant per un bàndol com per l'altre, aviat quedà clar que els vencedors eren els genovesos. La retirada de la flota veneciana unes setmanes més tard no deixà més remei a Joan VI que pactar una pau a part amb els genovesos. El tractat fou signat el 6 de maig. En una carta del 2 d'agost, el rei Pere, assabentat de les negociacions entre Constantinoble i Gènova, però no del seu desenllaç, manifestà la seva gran indignació amb Joan VI i cometé un greu ultratge diplomàtic en situar expressament el seu nom i els seus títols abans dels de l'emperador en la capçalera de l'epístola. Al mateix temps, li demanava que no abandonés l'aliança tot prometent-li que aviat arribarien reforços catalans. Les exhortacions del monarca aragonès caigueren en orelles sordes i Venècia i la Corona d'Aragó es veieren obligades a continuar la guerra per si soles. L'any següent, com a acte de revenja, Pere reobrí l'afer de l'herència de Constança de Hohenstaufen, aquesta vegada manant traduir un crisòbul promulgat el 1261 per Miquel VIII, però aquesta nova reclamació tingué el mateix resultat decebedor que l'intent de Jaume II més de tres dècades abans. Aquests fets no impediren que Joan VI contractés uns 300 o 500 mercenaris catalans com a guàrdia personal comandats per Joan de Peralta fins a la seva abdicació el 1354.
El següent cònsol dels mallorquins de qui es coneix el nom és Nicholosius de Força, destinat a Pera el 1368. El 1379, els ducats d'Atenes i Neopàtria, arrabassats als francs a principis de segle per la Gran Companyia Catalana, passaren sota la sobirania directa del rei Pere, que mantingué una correspondència molt més cordial amb el dèspota de Morea, Mateu Cantacuzè, que la que havia tingut amb el seu pare. El setembre del 1380, l'infant Joan escrigué una missiva en català a Joan V Paleòleg per intercedir a favor d'uns comerciants de Perpinyà que havien estat empresonats per infringir els drets de l'emperador, adduint que «no entenien ne crehien haver [lo] fet, com no sabessen lo costum ne l us de la terra, ans rahonablement ignorassen aquell».
El desembre del 1383, el rei Pere demanà al Consell de Cent la revocació del nomenament del cònsol dels catalans a Pera. Els mercaders catalans a la ciutat havien elegit un genovès per representar-los, fet inacceptable tant per a l'emperador romà com per al monarca d'Aragó, encara enemistats amb Gènova.

### Crisi terminal de l'imperi

Territori restant de l'Imperi Romà a principis del

Al principi del segle xv, l'expansió otomana a Anatòlia i els Balcans havia reduït l'Imperi Romà a qualques territoris sense continuïtat geogràfica centrats en Morea, Tessalònica i la capital, Constantinoble, juntament amb algunes illes del mar Egeu i el mar de Màrmara. Les guerres constants de les dècades anteriors havien exhaurit el capital econòmic i demogràfic de l'imperi, l'exèrcit del qual amb prou feines arribava als 5.000 homes. Fou únicament gràcies a la seva astúcia diplomàtica i als conflictes interns dels turcs que els romans encara aconseguiren resistir un altre mig segle.
La relació d'amistat que unia Martí l'Humà i l'emperador Manuel II Paleòleg s'emmarcava en l'onada de simpatia que havia generat a Occident la gira de Manuel per Europa entre el 1399 i el 1403 per demanar ajuda contra Baiazet I, que assetjava Constantinoble des del 1394. Un altre factor de pes era el desig de Martí d'obtenir algunes de les relíquies conservades a Constantinoble. A l'estiu del 1400, quan Manuel es trobava a París, el rei d'Aragó manà al seu representant en aquesta ciutat que obtingués de l'emperador el cap de sant Jordi després de comprovar-ne l'autenticitat. L'octubre d'aquell mateix any, el legat romà Aleix Branàs arribà a Barcelona amb dues relíquies per a Martí i una petició de suport financer i militar contra els enemics de l'imperi. Martí es comprometé a ajudar els romans amb sis galeres que s'unirien a les forces enviades per altres nacions. Tanmateix, la «falta de temps per preparar les naus» i la posterior irrupció dels timúrides, que el 1402 esclafaren els otomans en la batalla d'Ankara i donaren així un respir a l'Imperi Romà, convertiren aquesta promesa en lletra morta, igual que els compromisos de la major part dels estats d'Occident.
De totes maneres, a partir de l'estiu del 1401 el monarca aragonès feu un gran esforç per promoure la col·lecta d'indulgències i donacions per a la croada convocada pel papa Luna en auxili de Constantinoble. El setembre del 1404, l'ambaixador Constantí Ral·les Paleòleg, que ja havia viatjat anteriorment a Barcelona per informar Martí de la desfeta dels otomans contra els timúrides, tornà a la Corona d'Aragó per reunir els diners de la col·lecta, tasca dificultada pels intents de diversos estafadors grecs d'apoderar-se de l'import recaptat. Mentrestant, Martí encara frisava per obtenir més relíquies i el 1405 envià l'ambaixador Pere de Quintana a Constantinoble per demanar-ne una nova tramesa en compensació pel seu suport:
| « | Lo Rey d Arago. — Nos trametem al excellent princep i emperador de Constantinoble lo feel de casa nostra En Pere de Quintanes per pregar aquell que per honor e amor nostra nos vulle trametre algunes relíquies que desigam molt haver. Per que coro a nos sic cert que en obtenir e haver les dites reliquies vos podets molt fer, pregam vos afectuosament quel dit Pere de Quintanes endrecets en aquelles obtenir e haver, havent noresmenys aquell dit Pere de Quintanes per honor nostra per recomanat en tot quant en aquexes parts haura a fer: e sera cosa a nos fort plaseent e que molt yos grahirem. | » |
| — | |   |

L'emperador romà, que havia rebutjat peticions similars d'altres monarques europeus, concedí quatre relíquies al rei d'Aragó: un fragment de la columna de la flagel·lació, un tros de la pedra sobre la qual havia plorat l'apòstol Pere després de negar Jesús tres vegades, un fragment de la llosa sobre la qual havia estat dipositat el cos de Jesús després del davallament de la creu i, per acabar, un tros de la graella del martiri de sant Llorenç. Tanmateix, com que tenia previst enviar un altre ambaixador a la Corona d'Aragó per tractar altres temes, Manuel decidí esperar-se i fer-hi arribar les relíquies juntament amb el seu nou representant. Quintana morí en l'enfonsament del vaixell que el portava de tornada a Occident. Fou l'erudit Manuel Crisolores qui acabaria lliurant aquests objectes sagrats al rei d'Aragó a la tardor del 1407.
Martí i Manuel continuaren mantingueren la seva relació epistolar fins a la mort de Martí el 1410. A la tardor del 1414, dos anys després que Ferran I d'Antequera fos escollit per succeir al darrer rei del Casal de Barcelona en el Compromís de Casp, Manuel li escrigué una carta per anunciar-li una nova ambaixada romana, agrair-li el suport contra els turcs que Ferran havia ofert al seu fill Teodor, dèspota de Morea, i convidar-lo a venir a Grècia. En aquesta missiva, que es conserva a l'Arxiu de la Corona d'Aragó, Manuel evocava «la màxima dilecció i l'amor fervent que ha existit entre nosaltres, els nostres predecessors i tots els reis d'Aragó, un amor més fervorós que amb tots els altres prínceps d'Occident». Es coneixen dues altres cartes enviades a Ferran per l'emperador romà. La relativa banalitat del seu contingut suggereix que les relacions s'havien refredat en comparació amb el regnat de Martí. Mentrestant, la necessitat de Mehmet I, el guanyador de la guerra civil otomana, d'adoptar un to conciliatori envers els seus veïns cristians reduí la pressió sobre els romans i la ciutat de Constantinoble. El 1416, Ferran fou succeït pel seu fill primogènit, Alfons V el Magnànim. La primera interacció coneguda entre el nou monarca aragonès i Manuel es produí a finals del 1419, quan l'emperador romà escrigué una carta a Alfons per queixar-se de l'activitat dels corsaris catalans i italians a la Mediterrània oriental. Al principi del regnat d'Alfons, les relacions entre la Corona d'Aragó i l'Imperi Romà eren sobretot de naturalesa econòmica i es basaven en gran part en el tràfic d'esclaus.

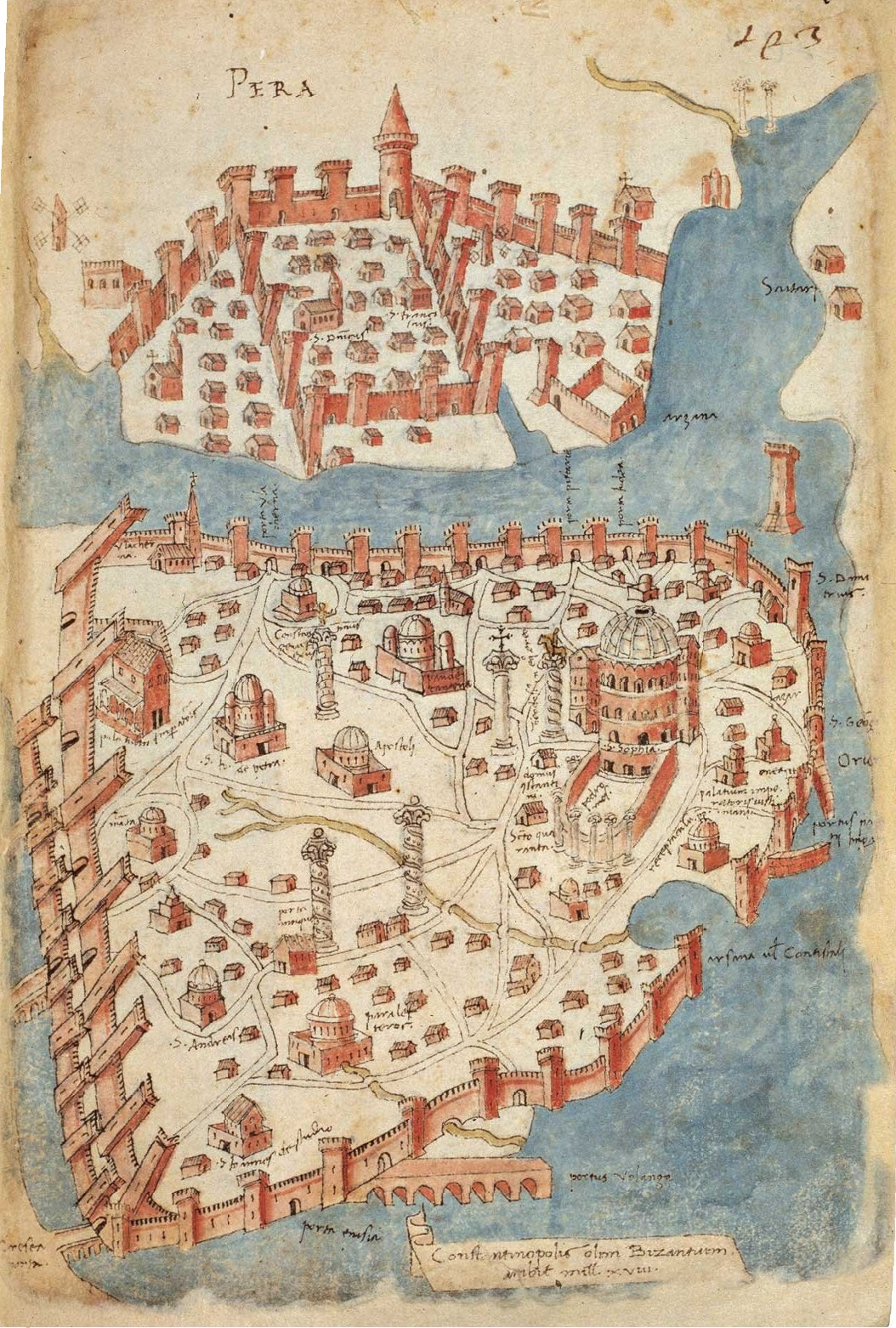
L'únic mapa de Constantinoble fidel a la realitat que es coneix d'abans de la conquesta turca data del 1422 i és obra del cartògraf florentí Cristòfor Buondelmonti.

El 1421, la mort de Mehmet i l'ascens al tron de Murat II significaren la fi de la treva entre els romans i els otomans i inauguraren un nou període de contactes intensos entre l'Imperi Romà i els estats cristians d'Occident. Un any més tard, Murat assetjà Constantinoble com a represàlia per la interferència del coemperador Joan VIII Paleòleg en la successió otomana. Malgrat que els defensors foren capaços de repel·lir els assalts otomans fins que el soldà es veié obligat a aixecar el setge per anar a combatre el seu germà, Küçük Mustafà, que s'havia revoltat a Anatòlia amb el suport dels romans i altres beilicats turcs, l'Imperi Romà continuava estant a la vora de l'abisme. El 1424, Manuel i Murat negociaren un acord de pau que el tornava a convertir en un estat tributari de l'Imperi Otomà amb un tribut anual de 300.000 monedes d'argent. Dos anys més tard, quan Joan en portava un regnant en solitari després de la mort de Manuel, l'emperadriu Sofia de Montferrat fugí de Constantinoble per escapar-se del seu matrimoni infeliç en una operació que inclogué la participació d'una nau mallorquina. Cap al final de la dècada del 1420, els béns dels catalans presents a Constantinoble foren confiscats com a mesura punitiva pels atacs del pirata català Joan de Sant contra naus gregues.
El 1437, Alfons investí Pere de Rocafort com a cònsol català a Constantinoble tot conferint-li prerrogatives de naturalesa política que ultrapassaven les atribucions tradicionals d'un cònsol, motiu pel qual el seu nomenament fou rebutjat en bloc pels comerciants barcelonins, que elegiren el seu propi cònsol en la persona de Joan de la Via. Aquell mateix any, Joan envià l'ambaixador Manuel Coresis a la cort aragonesa per tornar a queixar-se dels corsaris catalans, plantejar la creació d'un nou consolat a Constantinoble, sol·licitar vaixells per acudir al Concili de Basilea i proposar el matrimoni d'un dels seus germans amb algun parent del rei. L'emperador no només no aconseguí cap d'aquestes coses, sinó que la nau en la qual acabà viatjant al Concili gairebé fou capturada per corsaris catalans, possiblement a iniciativa d'Alfons, que havia renyit amb el papa i que somiava de restaurar l'Imperi Llatí amb ell mateix al tron.
El monarca aragonès consumà la conquesta del Regne de Nàpols el juny del 1442 i reunificà així els regnes que havia separat la Pau de Caltabellotta un segle i mig abans. Un dels seus primers actes com a sobirà de Nàpols fou proposar el matrimoni de dos germans de l'emperador romà amb filles de nobles catalans, iniciativa que fracassà probablement a causa dels desacords en el si de la dinastia governant de l'Imperi Romà. El 1444, Alfons escrigué una carta als dèspotes de Morea, Constantí i Tomàs Paleòleg, reivindicant els seus drets com a duc d'Atenes i Neopàtria i exigint la devolució de la ciutat d'Atenes, que els romans havien aconseguit recuperar en una de les seves incursions a la Grècia central. Tanmateix, la derrota d'una coalició d'estats cristians contra els otomans en la batalla de Varna dues setmanes abans confirmà la supremacia turca als Balcans i feu impossible donar compliment a les reclamacions d'Alfons. A la mort de Joan, el 1448, Constantí XI Paleòleg ascendí al tron després d'una breu disputa amb els seus germans. El març del 1449, el flamant emperador i el seu seguici arribaren a Constantinoble en naus catalanes.
El febrer del 1451, el nou dèspota de Morea, Demetri Paleòleg, germà de l'emperador, conclogué un pacte amb Alfons per repartir-se els territoris restants de l'Imperi Romà. L'acord preveia que Alfons assumís la dignitat imperial una vegada derrotat el soldà Murad i, si moria abans que Demetri, que el dèspota li succeís al tron de Constantinoble. L'aliança s'havia de segellar amb el casament d'una filla de Demetri amb un net o nebot d'Alfons, però finalment fou abandonada per les reticències de Demetri a enfrontar-se al seu altre germà, Tomàs.

### Caiguda de Constantinoble (1453)
El 3 de febrer del 1451 morí Murat II i el seu fill, Mehmet II, ascendí al tron per segona vegada. Mehmet estava obsessionat amb la conquesta de Constantinoble i feu començar tot seguit les preparacions per capturar la ciutat. L'Imperi Romà, que en aquell moment ja havia perdut Tessalònica, tampoc no podia comptar amb el suport militar de Morea, l'únic altre territori imperial de certa mida que encara perdurava, car els turcs havien enviat un gran nombre de tropes a Morea justament per guardar-se d'aquesta eventualitat. La cancellera imperial, conscient de la gravetat de la situació, feu esforços desesperats per demanar auxili als regnes cristians d'Occident. Entre els estats que respongueren afirmativament a aquesta crida hi havia França, Venècia, Gènova, el papat i Aragó.
Segons una crònica incorrectament atribuïda a l'historiador Jordi Esfrantzes, que avui en dia es considera falsa, el rei Alfons i l'emperador Constantí haurien conclòs un pacte secret pel qual l'emperador hauria cedit l'illa grega de Lemnos a la Corona d'Aragó a canvi de la seva ajuda en la guerra contra els turcs. Malgrat que ha estat desmentida, aquesta notícia tenia una pàtina de versemblança perquè Alfons certament hauria estat interessat en Lemnos com a base comercial per als mercaders catalans de Constantinoble, mentre que els romans, conscients d'aquest fet, haurien pogut intentar obtenir el suport del rei d'Aragó amb aquesta oferta tan temptadora.
En un primer moment, els esforços diplomàtics dels romans amb Alfons, tant directament a través d'un enviat especial de l'emperador com per l'intermediari dels genovesos, que volien defensar els seus interessos comercials a Pera, tingueren un cert efecte i el rei d'Aragó feu preparar deu galeres per salpar cap a Constantinoble. Tanmateix, en última instància, Alfons i la resta de senyors cristians d'Europa abandonaren els romans a la seva sort per centrar-se en altres conflictes. A la península Itàlica continuava la guerra entre la Corona d'Aragó i els principats de Milà i Florència, mentre que França i Anglaterra havien quedat extenuades per la Guerra dels Cent Anys, Castella es trobava en la fase final de la Reconquesta, el Sacre Imperi Romanogermànic estava sumit en una crisi interna i Hongria i Polònia havien estat esclafades pels turcs en la batalla de Varna. Els pocs soldats d'altres contrades que es desplaçaren a Constantinoble per combatre els turcs ho feren en el marc d'iniciatives privades, entre les quals destaca l'escamot de Giovanni Giustiniani, un noble genovès que finançà i dirigí una força de 700 soldats professionals i caigué ferit de mort en la defensa de la ciutat.

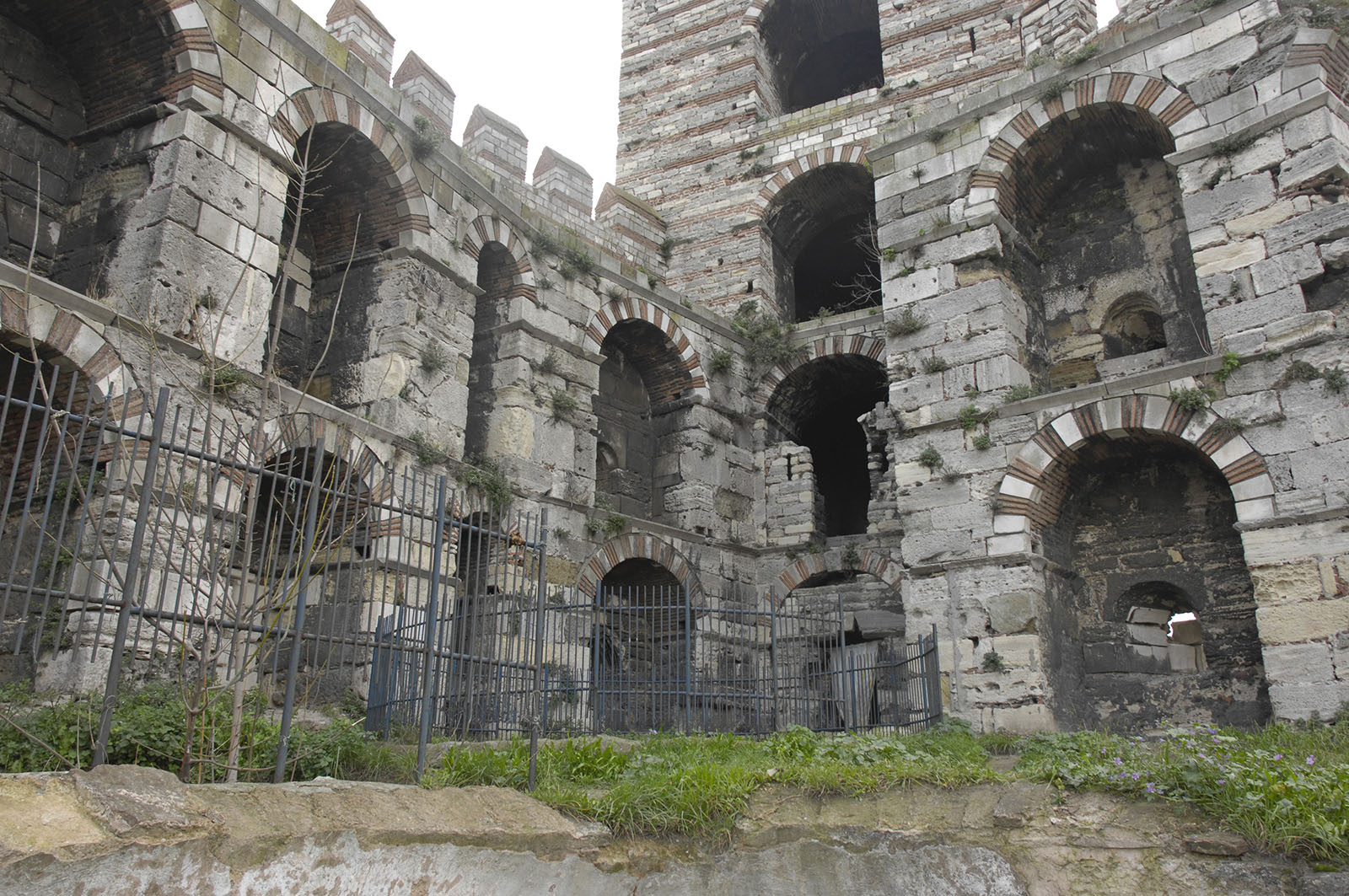
Els catalans defensaren la muralla de la Propòntida entre el Contoscàlion i la porta de l'Hodegetria.

Uns 200 catalans participaren en l'últim setge de Constantinoble, que començà a principis d'abril del 1453. Dies abans, Mehmet II havia fet empalar un gran nombre de supervivents cristians de la caiguda d'altres fortaleses, entre els quals hi havia uns 76 catalans, davant de la ciutat per intimidar-ne els habitants. Constantí XI encomanà als catalans la defensa del tram de la muralla de la Propòntida que anava des del Contoscàlion fins a la porta de l'Hodegetria. Segons diverses fonts, haurien estat comandats pel seu cònsol, Pere Julià, encara que des de mitjans del segle xx s'ha posat en dubte la historicitat d'aquest personatge. Apostat al Palau de Bucolleó, Julià hauria dirigit la defensa d'aquell sector contra els atacs de la flota otomana. Els assalts de les naus turques contra aquell tram foren repel·lits l'un rere l'altre. Tanmateix, els atacs més durs contra la ciutat venien per terra. Per aquest motiu, a mesura que avançava el setge i augmentava la pressió sobre les muralles de terra, és probable que Constantí XI transferís part dels catalans a una altra part de la ciutat (a tot estirar, el 14 de maig, quan ja s'enviaven frenèticament reforços a la porta de Sant Romà) o els encomanés la defensa d'un tram més extens de les muralles. Malgrat els esforços ingents dels romans i els seus aliats durant les setmanes següents, a la matinada del 29 de maig els turcs aconseguiren obrir una bretxa en la muralla i penetrar en la ciutat. Hores més tard, la flota otomana llançà un nou atac contra la muralla de la Propòntida. Si encara hi quedaven catalans, haurien estat dels últims defensors a sucumbir. La caiguda de Constantinoble en mans dels turcs sembrà el pànic entre la població, incloent-hi entre els catalans, que cercaren refugi a Gàlata i Pera. El podestà de Pera relata que «el cònsol de la nació catalana, Pere Julià, amb el seu fill i cinc o sis dels seus compatriotes, foren fets presoners i decapitats».
En un exercici d'història contrafactual publicat a la revista Sàpiens, l'historiador Jaume Fernàndez feu una temptativa de respondre a la pregunta «[q]uè hauria passat si Alfons el Magnànim hagués ajudat Constantinoble el 1453?». En l'escenari que dibuixa l'article, Alfons V aconsegueix una pau estable a la península Itàlica i es pot centrar en l'amenaça otomana. El rei d'Aragó socorre decididament els estats cristians dels Balcans que encara es resisteixen als turcs i envia un gran estol als Dardanels amb el beneplàcit del papa. Constantí XI cedeix Lemnos a Alfons com a base d'operacions i, el gener del 1453, l'almirall Bernat de Vilamarí salpa de Nàpols amb 60 naus de guerra, nombrosos transports, 1.000 ballesters catalans i 2.000 soldats de peu napolitans. Poc després, l'estol català sorprèn els turcs als Dardanels i destrueix la flota turca en una gran batalla al mar de Màrmara. El domini naval exercit pels catalans i l'arribada constant de reforços des d'Itàlia frustra el setge de Mehmet II, que cau ferit en una de les últimes batalles i mor uns dies més tard. Fernàndez conclou que el fracàs de l'assalt i el buit de poder deixat per la mort de Mehmet haurien tirat per terra els plans expansionistes dels otomans i permès que Constantinoble es mantingués encara un segle com a «bastió de l'[I]mperi Romà d'Orient».

### Després de la caiguda de Constantinoble

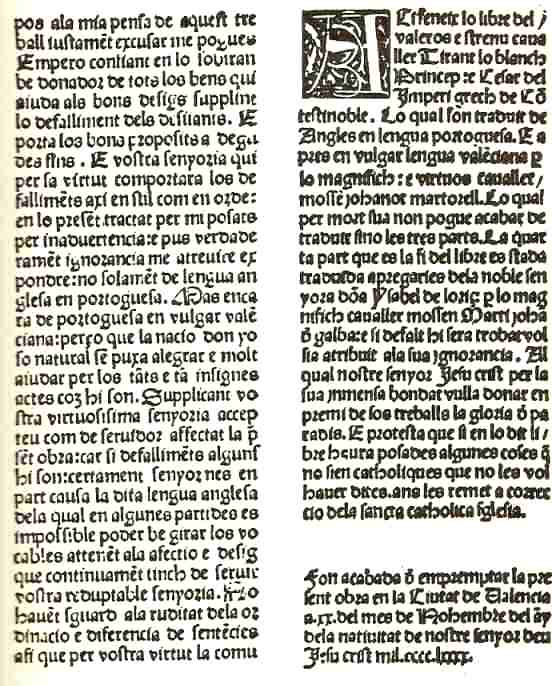
Pàgina de l'edició del 1490 de Tirant lo Blanc, de Joanot Martorell, una de les obres cabdals de la literatura valenciana

La primera reacció d'Occident a la caiguda de Constantinoble en poder dels turcs fou intentar convocar una croada per recuperar la ciutat per al cristianisme. Els principals impulsors d'aquesta iniciativa foren Felip III de Borgonya (que el 1454 feu el Jurament del Faisà a Lilla amb aquesta fi), els papes Nicolau V, Calixt III i Pius II i el mateix Alfons V. El rei d'Aragó mantingué el contacte amb els dèspotes de Morea. El 1455, Tomàs demanà a Alfons que tingués preparada una nau per dur-lo a Nàpols en cas d'invasió otomana i li sol·licitava l'enviament d'una força per auxiliar-lo. El monarca accedí a la primera petició, però no a la segona, car no disposava de cap castell o port que li servís de base a Morea. Mentrestant, Demetri obrí negociacions per prometre la seva filla Helena amb un net d'Alfons a fi de teixir una aliança amb Aragó i Nàpols que donés continuïtat al pacte de suport mutu que havien conclòs el 1451. En última instància, els conflictes d'Alfons amb el papat pel control de Nàpols feren impossible la seva participació en una eventual croada. Algunes altres potències cristianes, encapçalades per Hongria i Sèrbia, obtingueren una gran victòria sobre els turcs al setge de Belgrad el 1456, però foren incapaces de donar-li continuïtat.
La caiguda de Constantinoble fou un tema important en la producció literària de la Corona d'Aragó durant les dècades següents. Diversos poetes catalans escrigueren planys lamentant la pèrdua de la ciutat. Entre el 1460 i el 1464, l'escriptor valencià Joanot Martorell escrigué Tirant lo Blanc, un dels màxims exponents de la novel·la cavalleresca en llengua catalana i del segle d'or valencià, que té Constantinoble com a escenari principal. L'obra de Martorell reflecteix en un relat de ficció el pensament del mateix autor, que creia que la caiguda de l'Imperi Romà no havia estat inevitable i encara somiava un alliberament de Constantinoble. El protagonista homònim salva l'imperi de la ruïna i venç els turcs en diferents parts de la Mediterrània abans de morir d'un «mal de costat». L'escriptor Víctor Labrado descrigué la novel·la com «una resposta optimista davant el desastre de Constantinoble, conquerida pels turcs, un fet de gran importància històrica que [fou] viscut per l'Europa cristiana com una pèrdua terrible». Segons l'escriptor i periodista Màrius Serra, Martorell clamava venjança per la caiguda de l'Imperi Romà i escrigué la novel·la «per dir que es [rebel·l]ava en contra d'aquesta realitat.
El 1502, gairebé mig segle després de la desaparició de l'Imperi Romà, Andreu Paleòleg, nebot de Constantí XI i considerat el seu successor per alguns dels romans d'Orient establerts a Itàlia, llegà els seus «drets» a Ferran II d'Aragó i Isabel I de Castella. Tanmateix, els Reis Catòlics no intentaren fer-los valdre en cap moment i fins i tot s'aliaren amb el soldà otomà Baiazet II contra Venècia. El 1540 encara quedaven comunitats a la Corona d'Aragó i la resta de la península Ibèrica que parlaven el grec propi de Morea i l'Arxipèlag, probablement descendents dels refugiats balcànics que havien començat a arribar a Barcelona i altres contrades a finals de la dècada del 1440. Els historiadors han relacionat topònims com el del municipi aragonès de Griegos amb aquestes comunitats.